# Музей изящных искусств (Бостон)
Музей изящных искусств в Бостоне (англ. The Museum of Fine Arts; сокр. MFA) — один из крупнейших художественных музеев США.
Учреждён в 1870 году на базе Бостонского атенеума. В современном здании с колоннами — с 1909 года. Имеет филиал в Нагое, Япония.
Собрание музея по величине является вторым в Северной и Южной Америке, уступая лишь Метрополитен-музею в Нью-Йорке. Директором музея в настоящее время является Малкольм Роджерс (англ. Malcolm Rogers).
В музее хранится 8 161 картина и более 450 000 произведений искусства. Ежегодно музей посещают более 1,2 миллиона человек, и по состоянию на 2022 год он занимает 79-е место в списке самых посещаемых художественных музеев мира.

## Здания музея

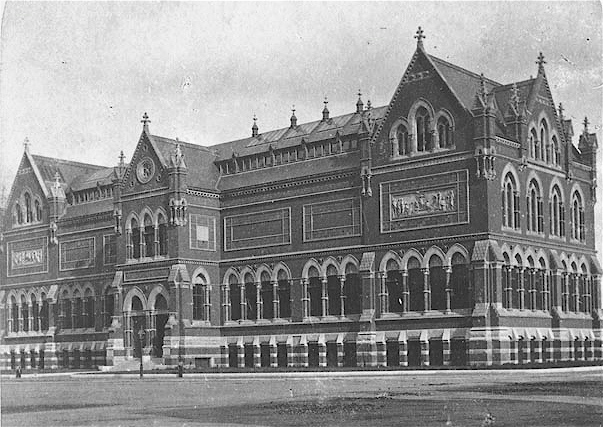
Оригинальное здание Музея изящных искусств на площади Копли

Музей открылся в 1876 году в неоготическом здании на площади Капли, спроектированном Джоном Стургисом. В основу коллекции легло собрание Бостонского атенеума. Местный художник Фрэнсис Дэвис Миллет сыграл важную роль в создании художественной школы при музее, и в назначении Эмиля Отто Грундманна её первым директором.
В своё нынешнее здание на Хантингтон-авеню (англ. Huntington Avenue), построенное архитектором Гаем Лоуэллом в стиле неоклассицизма, музей переехал в 1909 году. В проектировании музейного здания принимал участие художник Джон Сарджент. В коллекции музея находятся наиболее известные работы Сарджента, включая картину 1882 года «Дочери Эдварда Дарли Бойта».

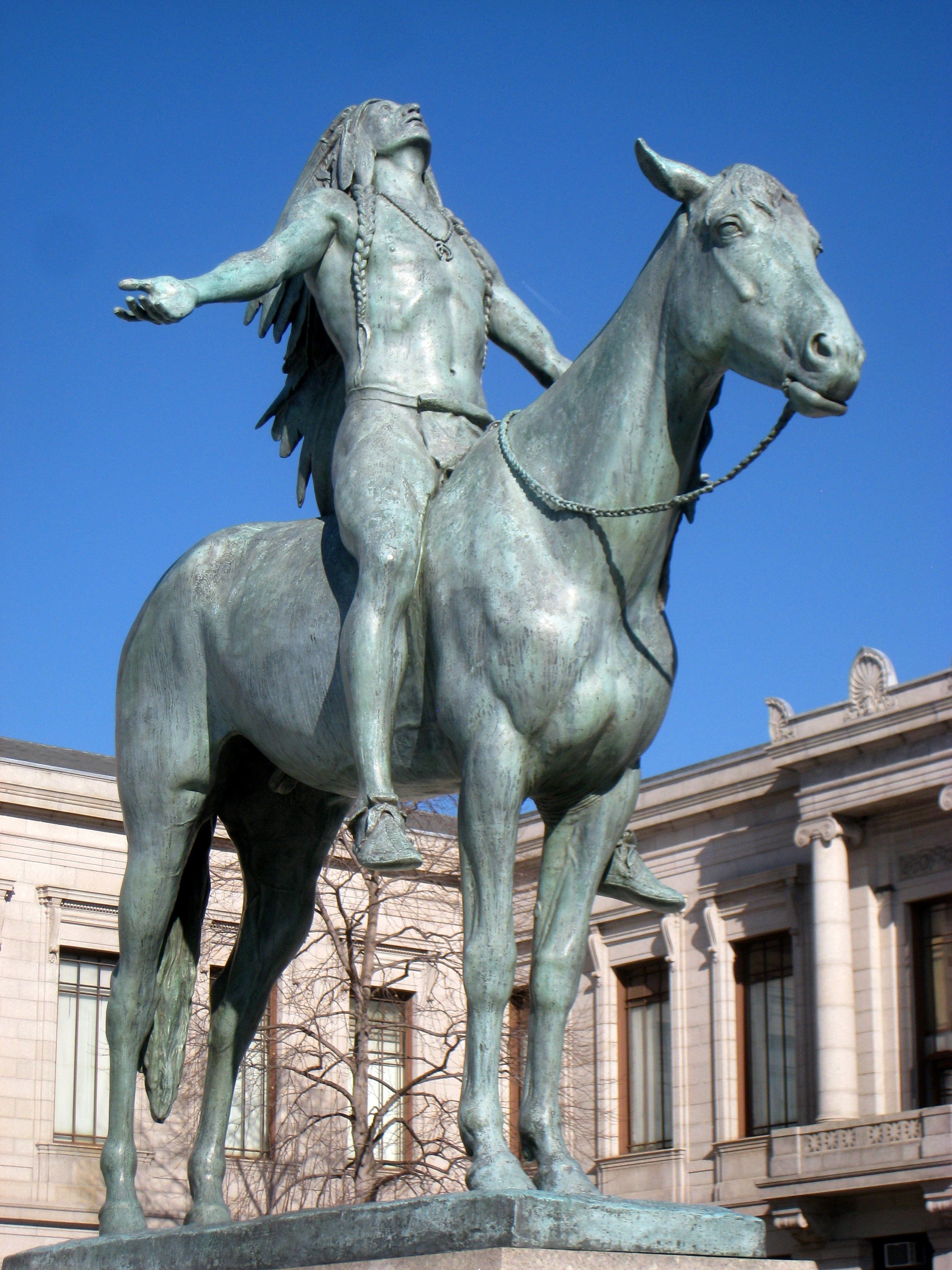
Обращение к Великому духу, Сайрус Даллин, 1908, статуя у главного входа в музей

В конце 1970-х годов, когда число экспонатов перевалило за 450 тысяч, было принято решение о строительстве западного крыла (архитектор Бэй Юймин). В 2000-е годы под американское искусство была выделена новая гигантская пристройка (архитекторы Foster and Partners).
По состоянию на 2023 год здание сдано в аренду соседнему Северо-Восточному университету.
В 2011 году музей выставил на продажу на аукционе Сотбис восемь картин Моне, Ренуара, Писсарро, Сислея, Гогена и других, выручив в общей сложности 21,6 млн долларов, чтобы заплатить за картину «Мужчина в ванной» Гюстава Кайботт более 15 млн долларов. 

## Коллекция музея
- Обширные собрания искусства Древнего Востока (особенно египетского).
- Коллекция японского искусства в Музее изящных искусств — самая большая в мире за пределами Японии[12]. Коллекция включает в себя 100 000 предметов[13], среди которых 4 000 японских картин, 5 000 керамических изделий и более 30 000 гравюр укиё-э[14][15].
- Одно из лучших в мире собраний живописи американских реалистов и импрессионистов (Джон Копли, Уинслоу Хомер и Джон Сарджент), передано музею коллекционером Максимом Кароликом.
- Французские импрессионисты и постимпрессионисты представлены одной из самых крупных коллекций полотен Клода Моне, а также работами Мане, Ренуара («Танец в Буживале» и др.), Дега, Ван Гога, Сезанна, Гогена («Откуда мы пришли? Кто мы? Куда мы идём?»). Музей обладает коллекцией картин испанского импрессиониста Хосе Гальегоса-и-Арносы.
- В библиотеках музея хранятся около 320 000 экспонатов. Главный филиал - Мемориальная библиотека Уильяма Морриса Ханта - расположен за пределами территории музея, он открыт для посетителей, каталог находится в открытом доступе онлайн[16].
- Золотой век голландской живописи представлен в музее 113 работами 76 художников и библиотекой  из более чем 20 000 книг, подаренных в 2017 году коллекционерами Роуз-Мари и Эйк ван Оттерлоо, Сьюзен и Мэтью Уэзерби[17]. Благотворители создают специальный нидерландский художественный центр и научный институт при музее[18].
- Современное искусство представлено работами Моны Хатум, Дженни Хольцер, Прайса Кеннета, Энди Уорхола и других[19].
- В апреле 2024 года музей передаст несколько буддийских реликвий Шарира XIV века, хранившихся в его коллекции с 1939 года, ордену Чоге в рамках соглашения о репатриации артефактов, вывезенных из Кореи во время японской оккупации. Реликвии будут переданы в храм Хеоам в Янчжу, Южная Корея, где, как считается, они и были найдены[20].

## Экспонаты

### Американская коллекция

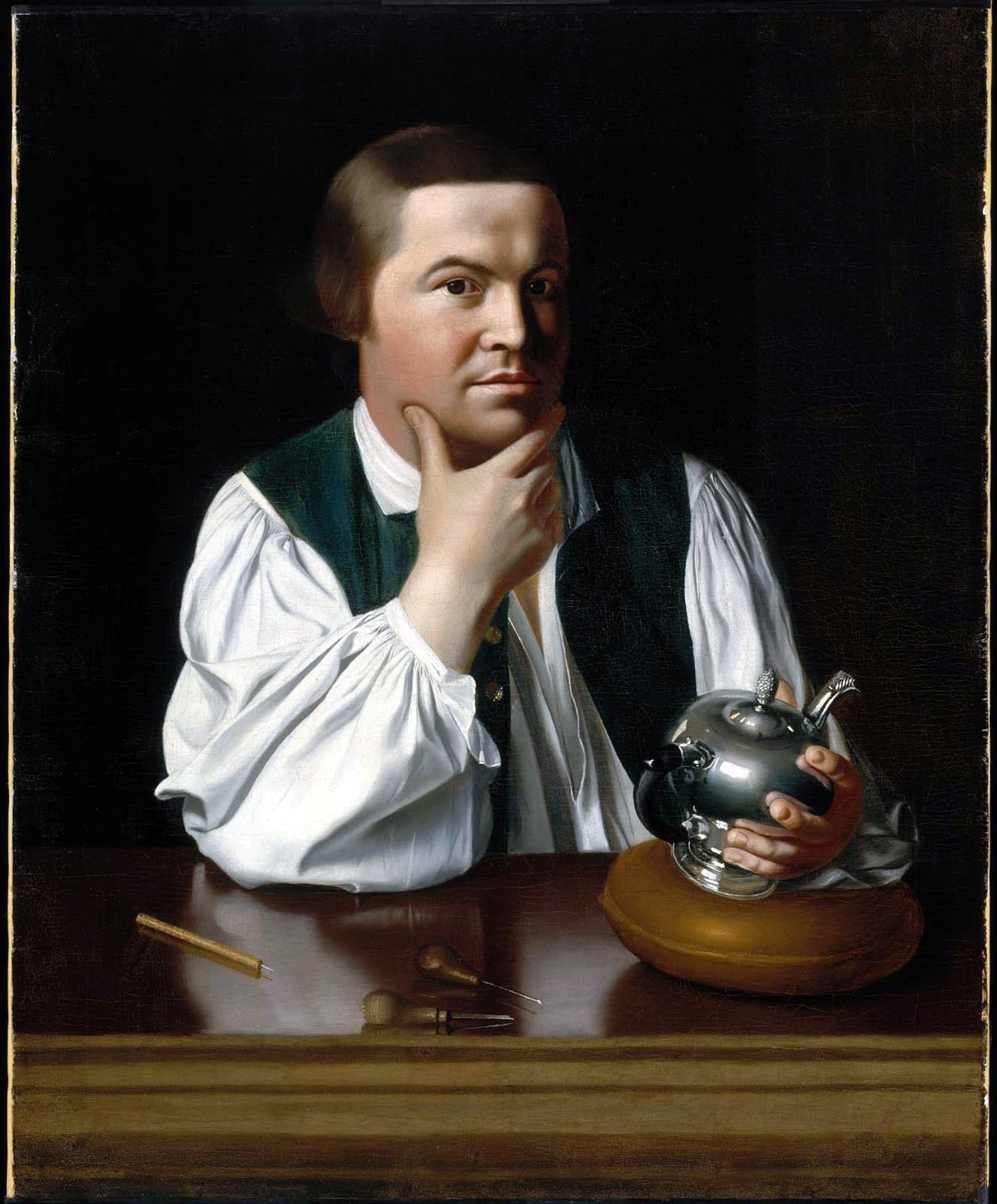
Пол Ревир, Джон Синглтон Копли, 1768
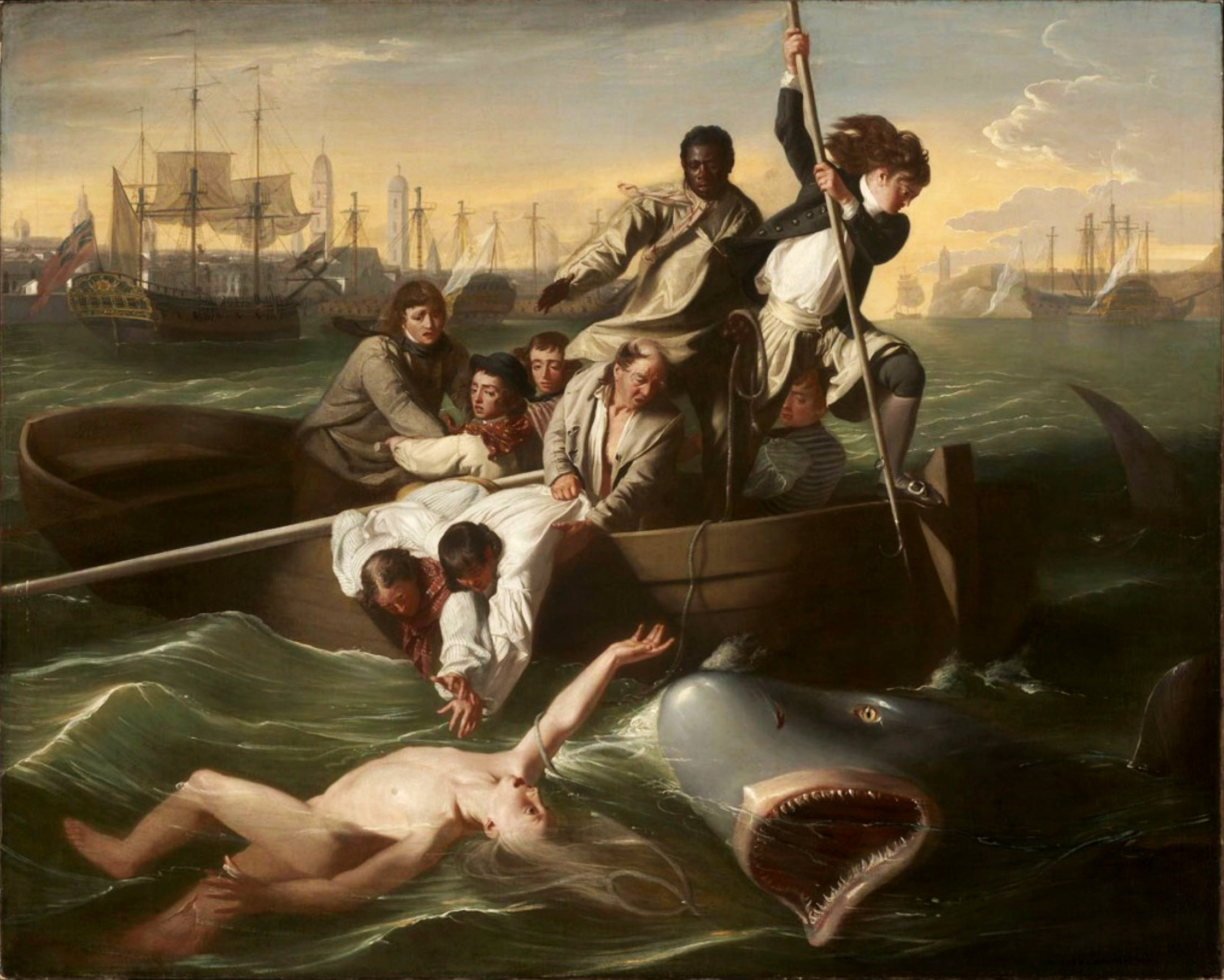
Уотсон и акула, Джон Синглтон Копли, 1778
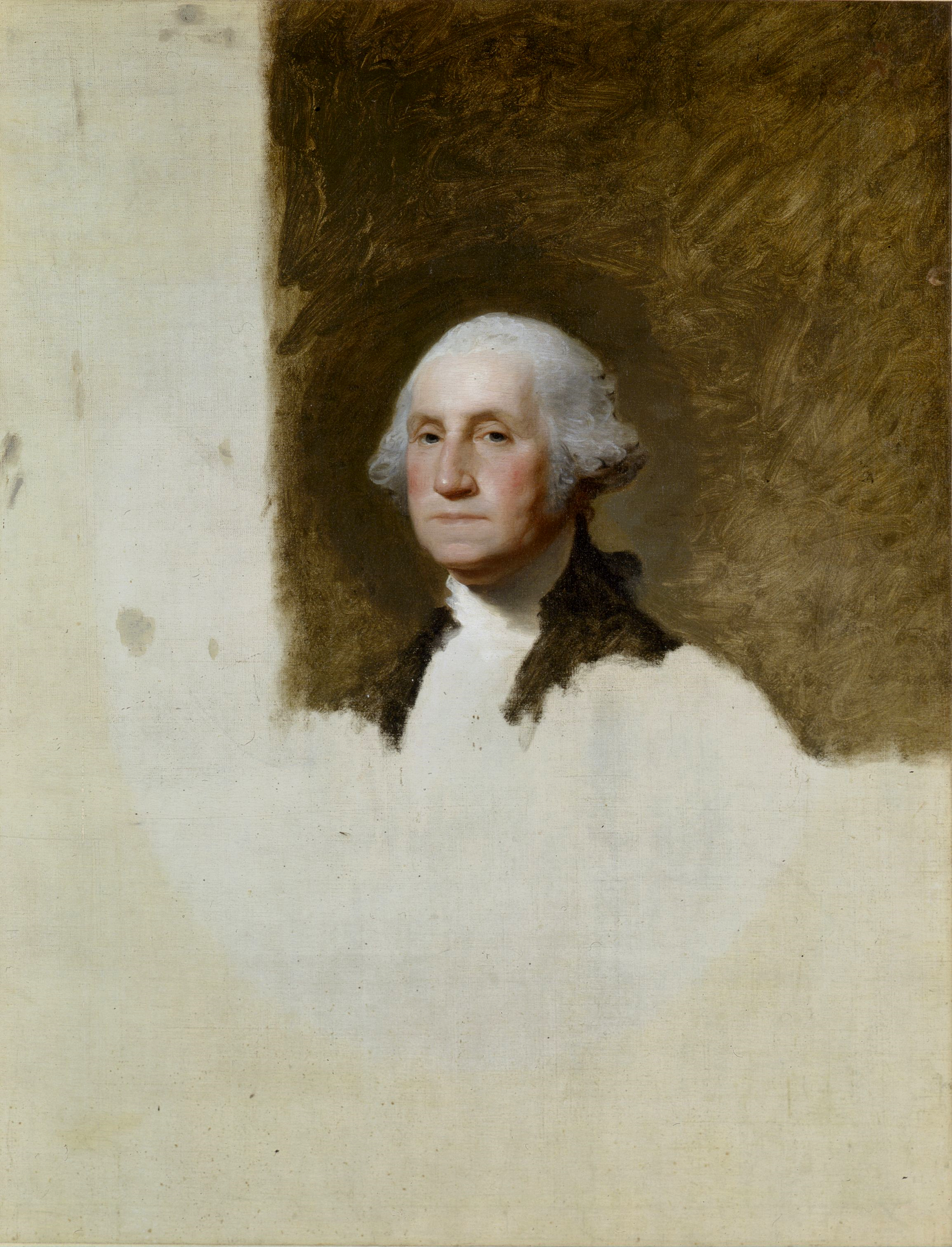
Джордж Вашингтон, Гилберт Стюарт, 1796
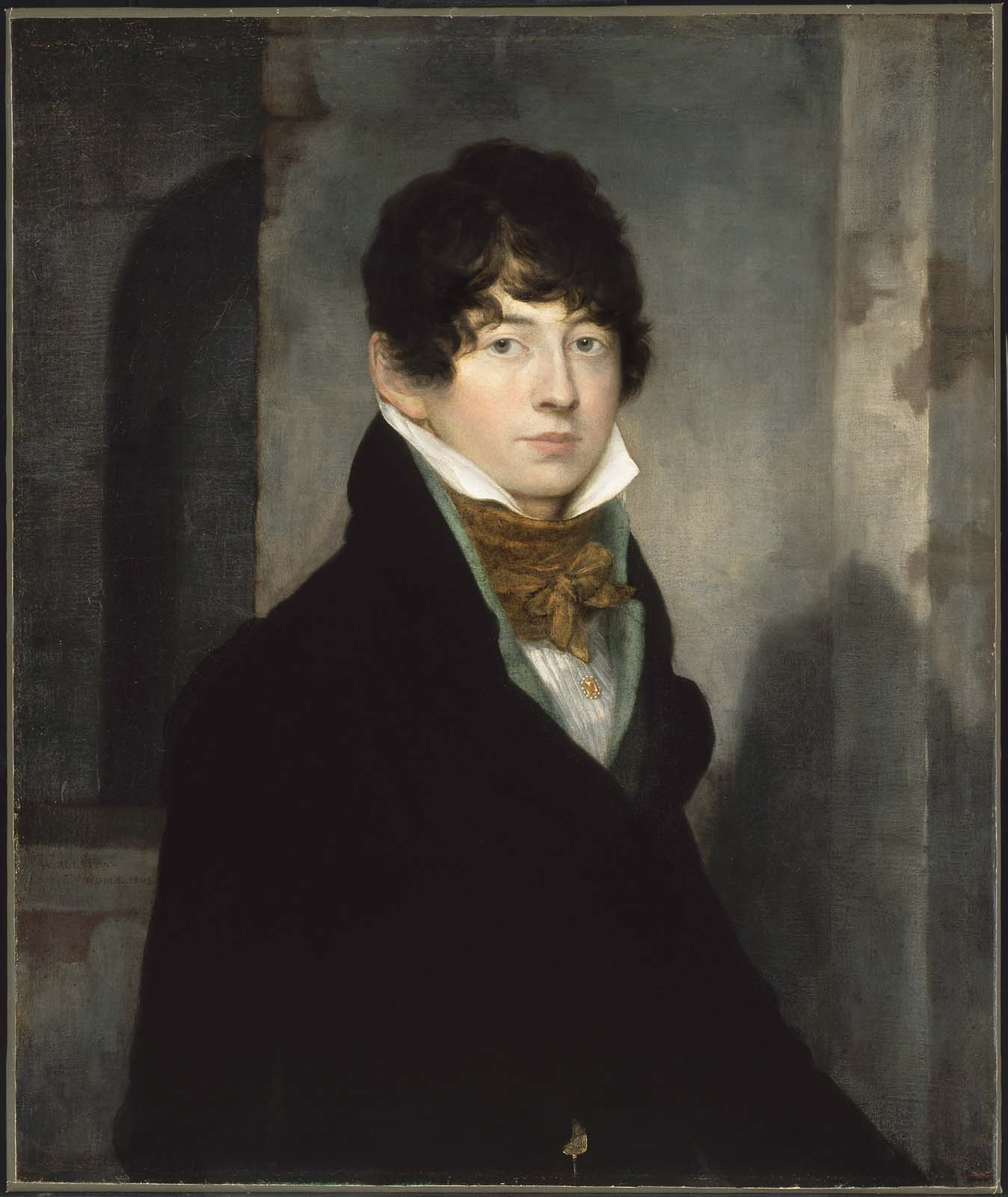
Автопортрет,Уошингтон Оллстон, 1805
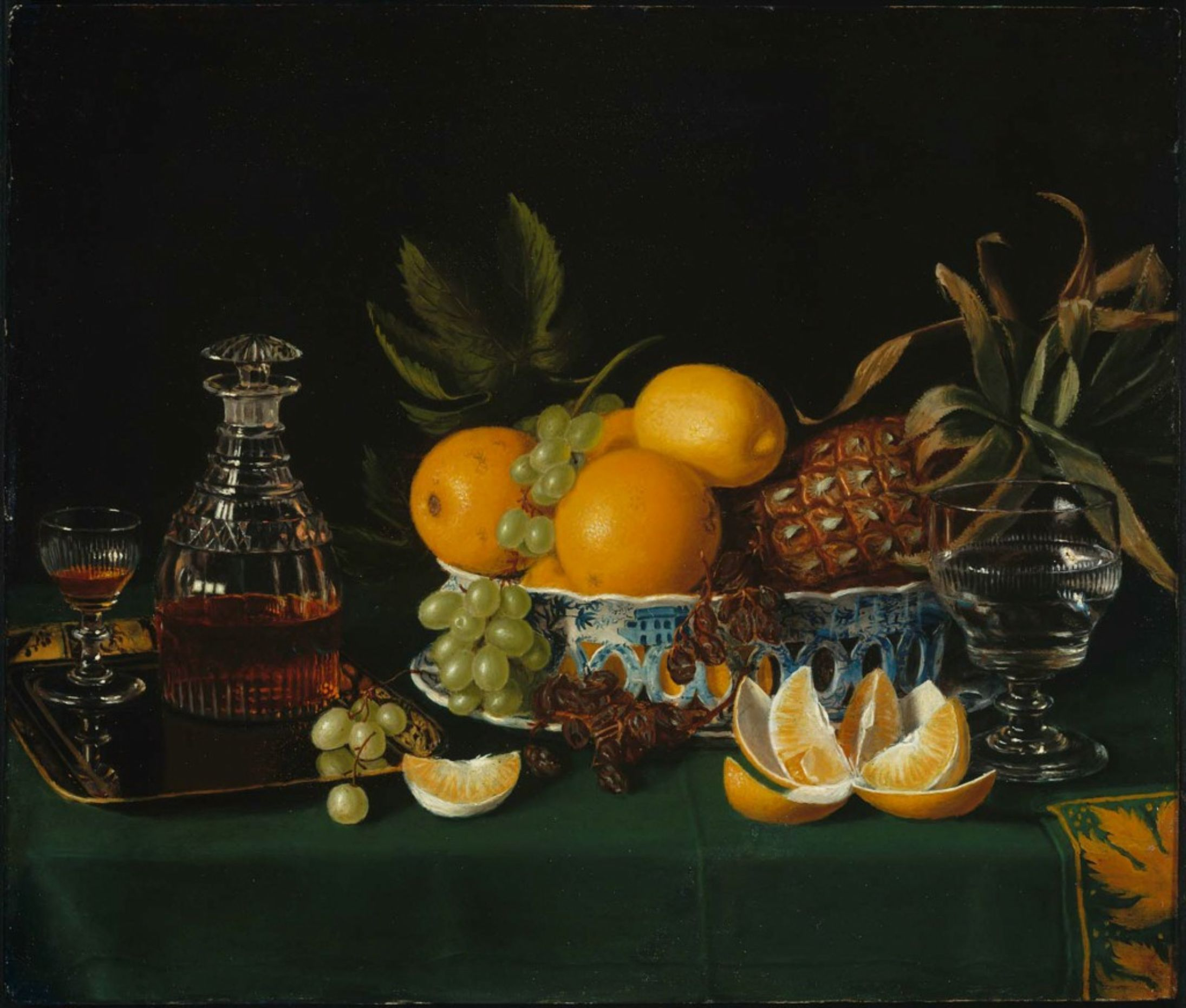
Натюрморт на зеленой скатерти, Чарльз Бёрд Кинг, 1815
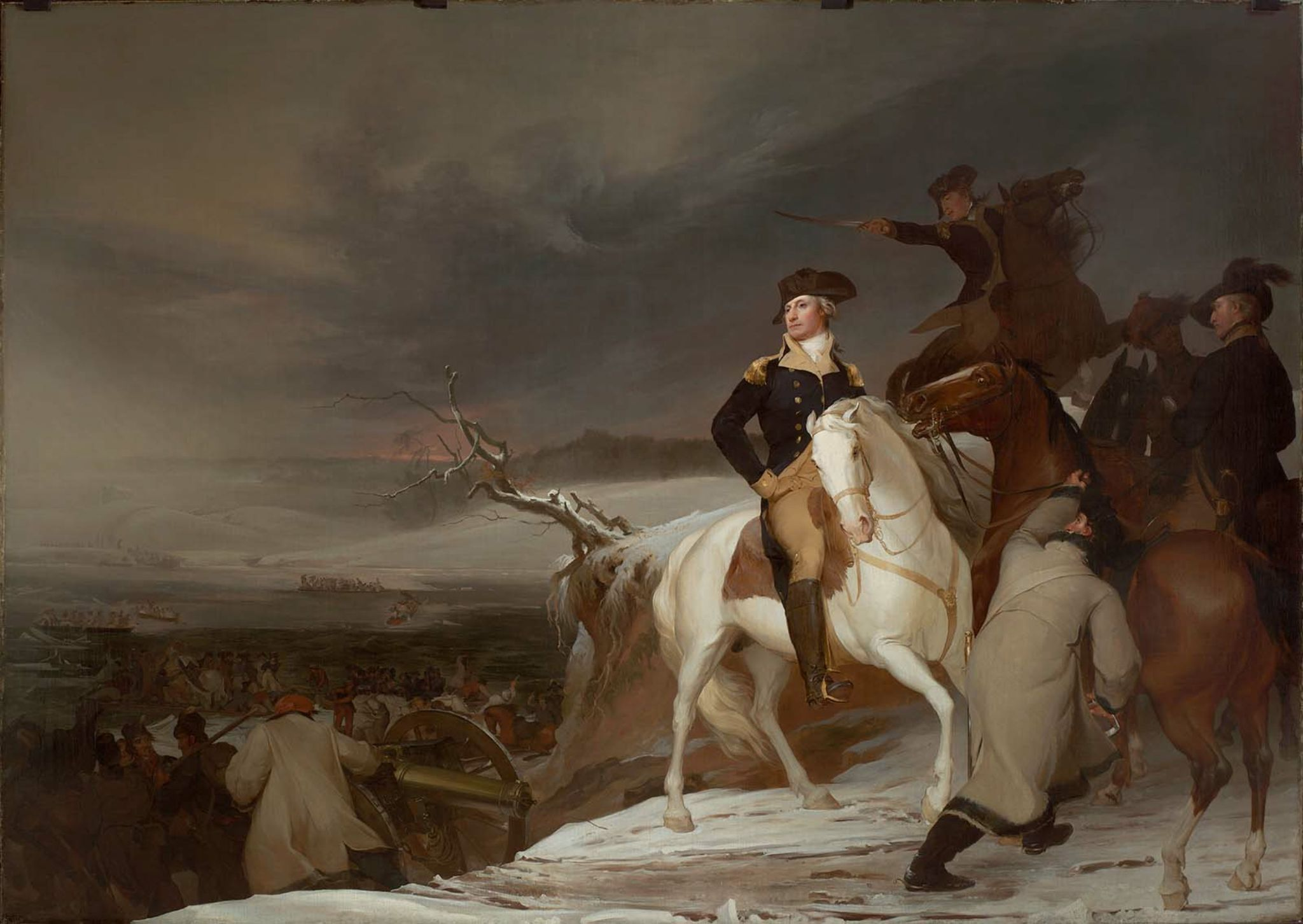
Переход через реку Делавэр, Томас Салли, 1819
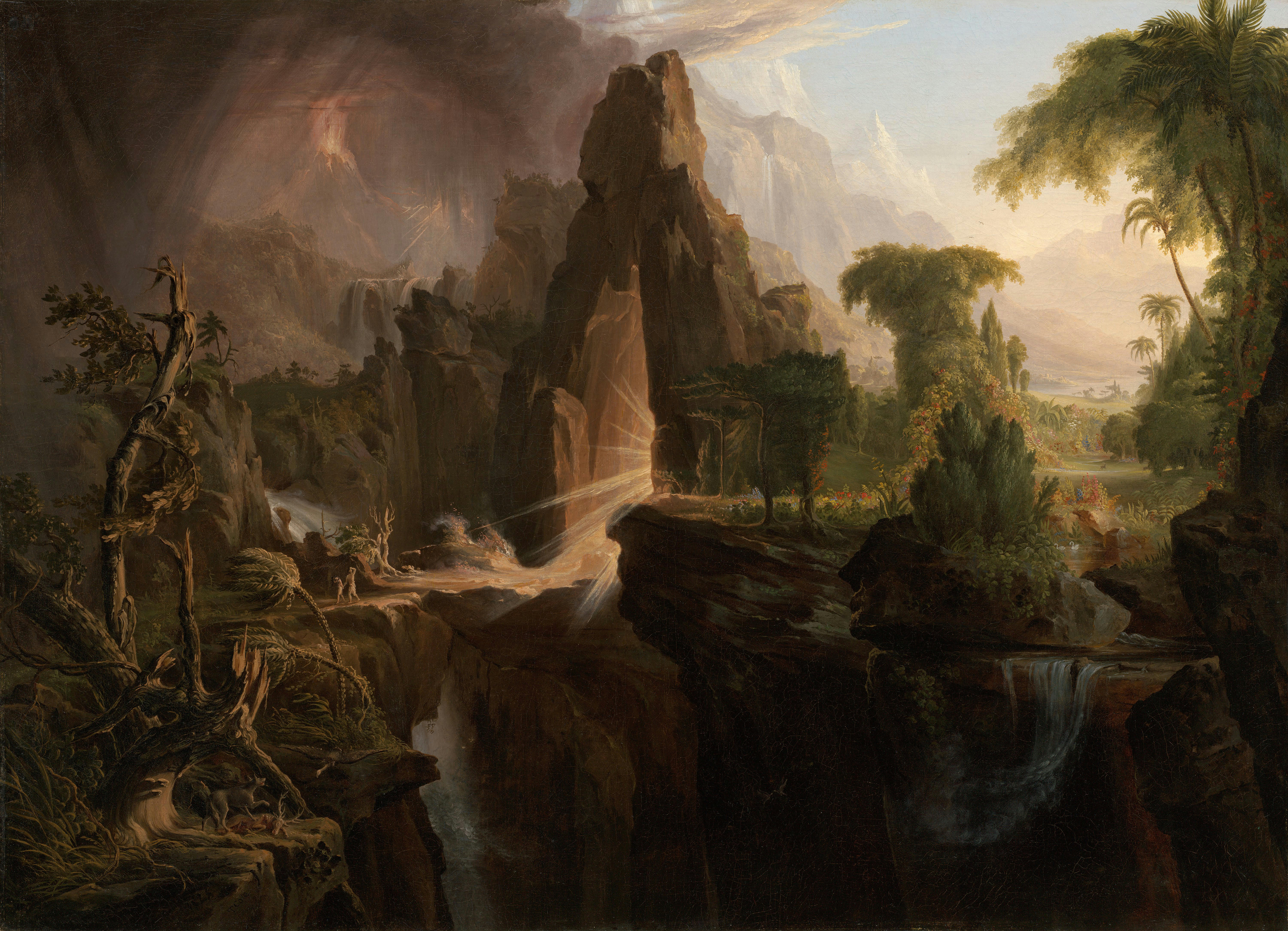
Изгнание из Эдема, Томас Коул, 1828
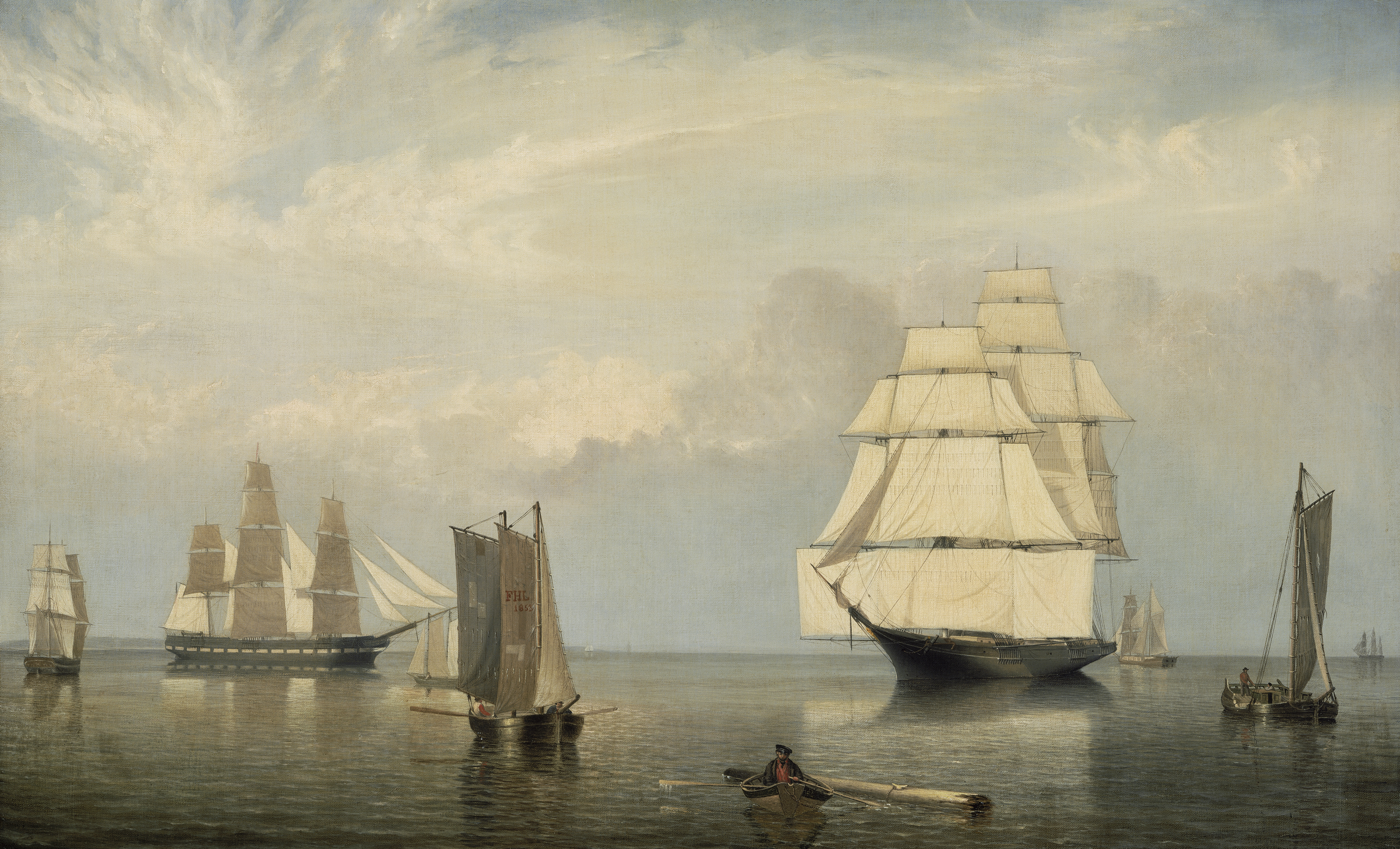
Салемская гавань, Фитц Генри Лейн, 1853
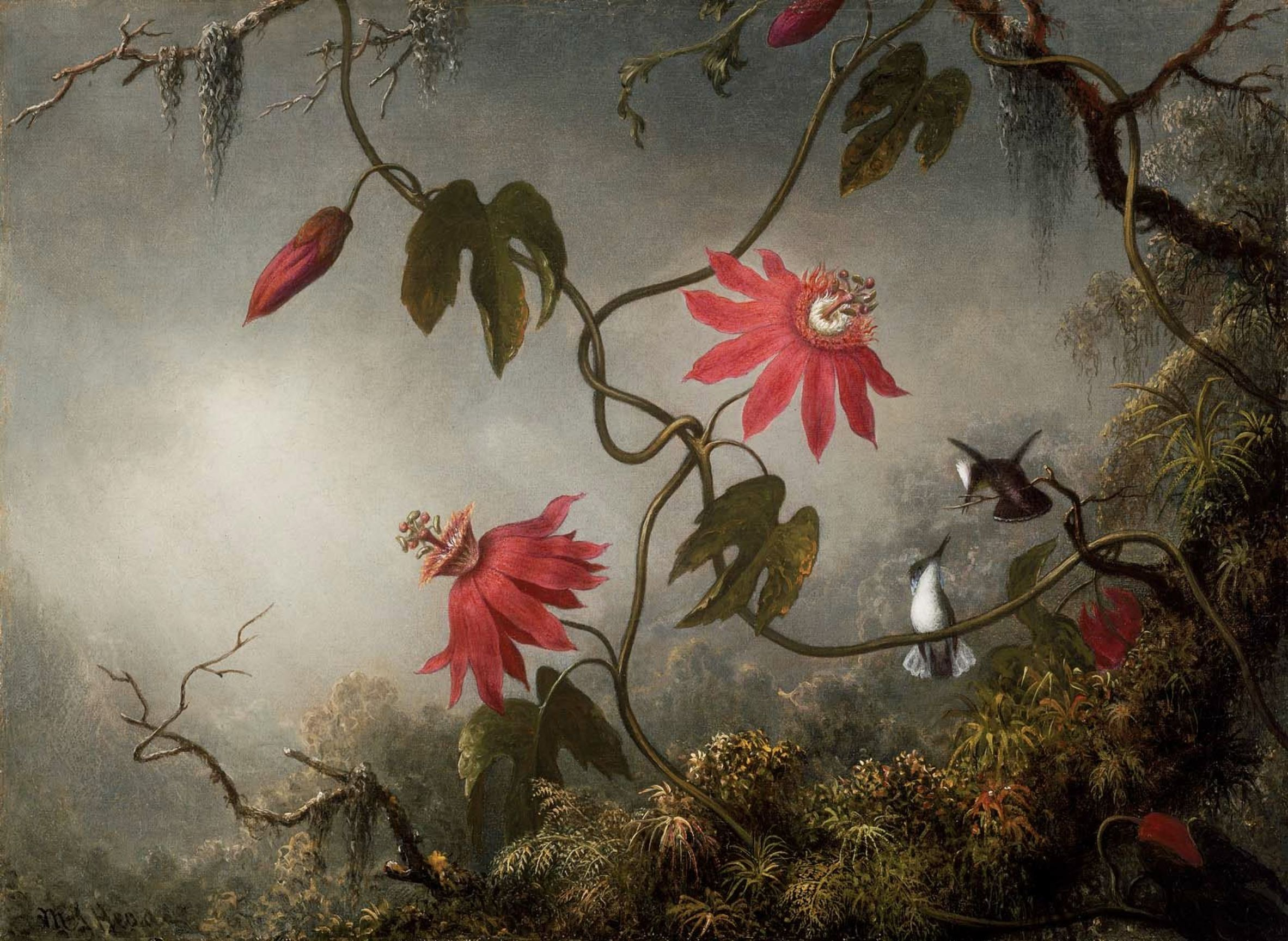
Страстоцветы и колибри, Мартин Джонсон Хед, ок. 1870-1873
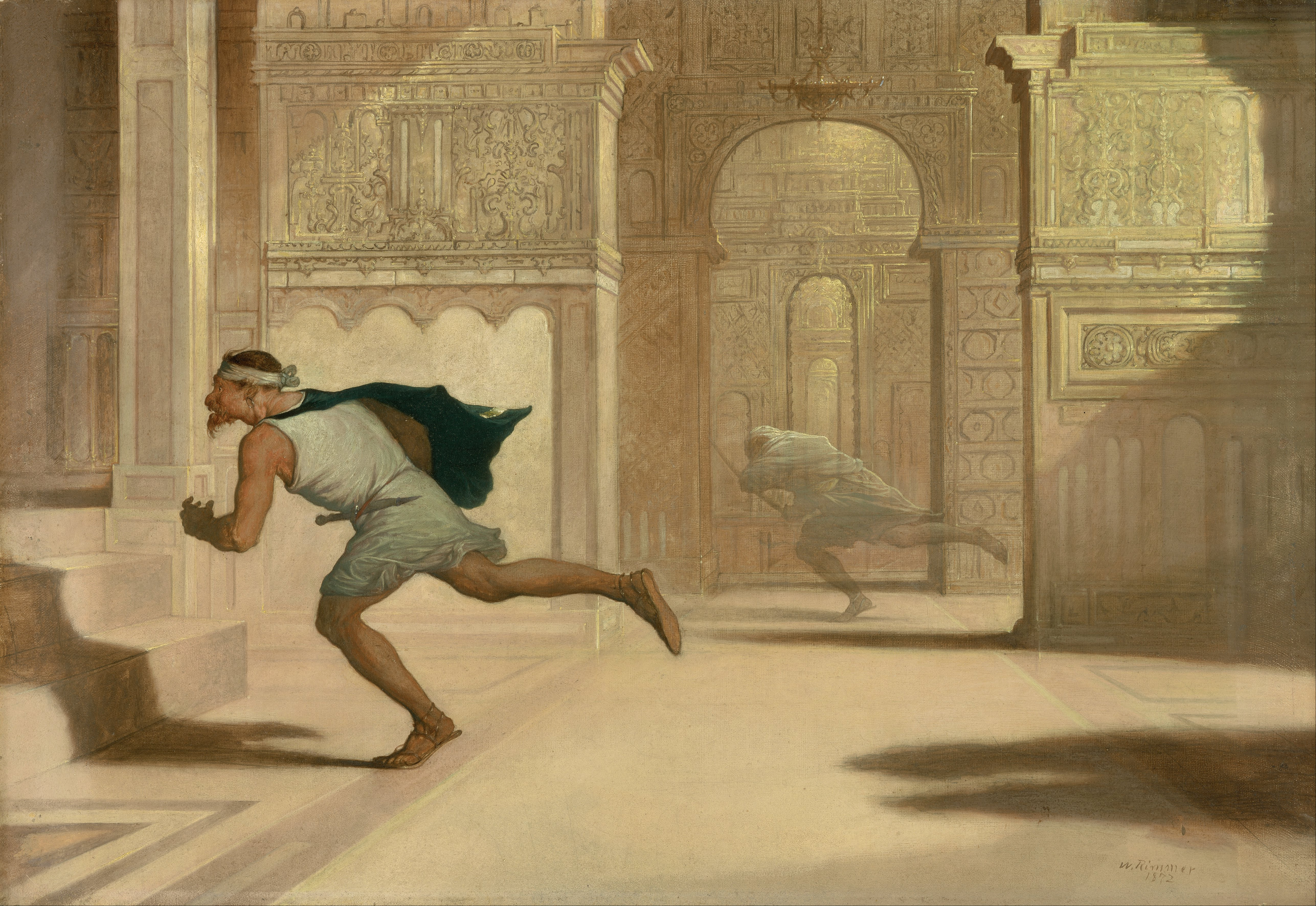
Бегство и преследование, Уильям Риммер, 1872
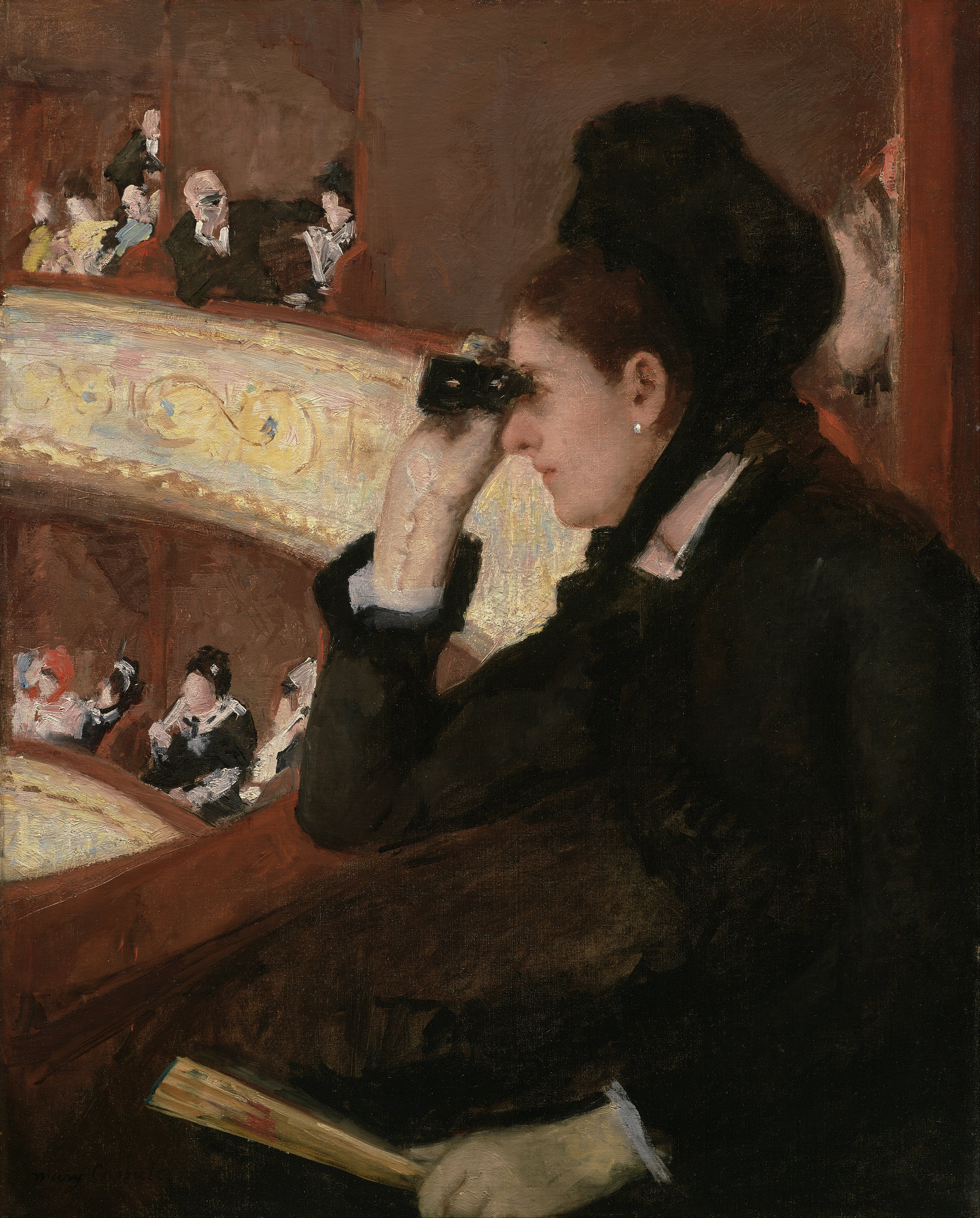
В ложе, Мэри Стивенсон Кэссетт, 1878
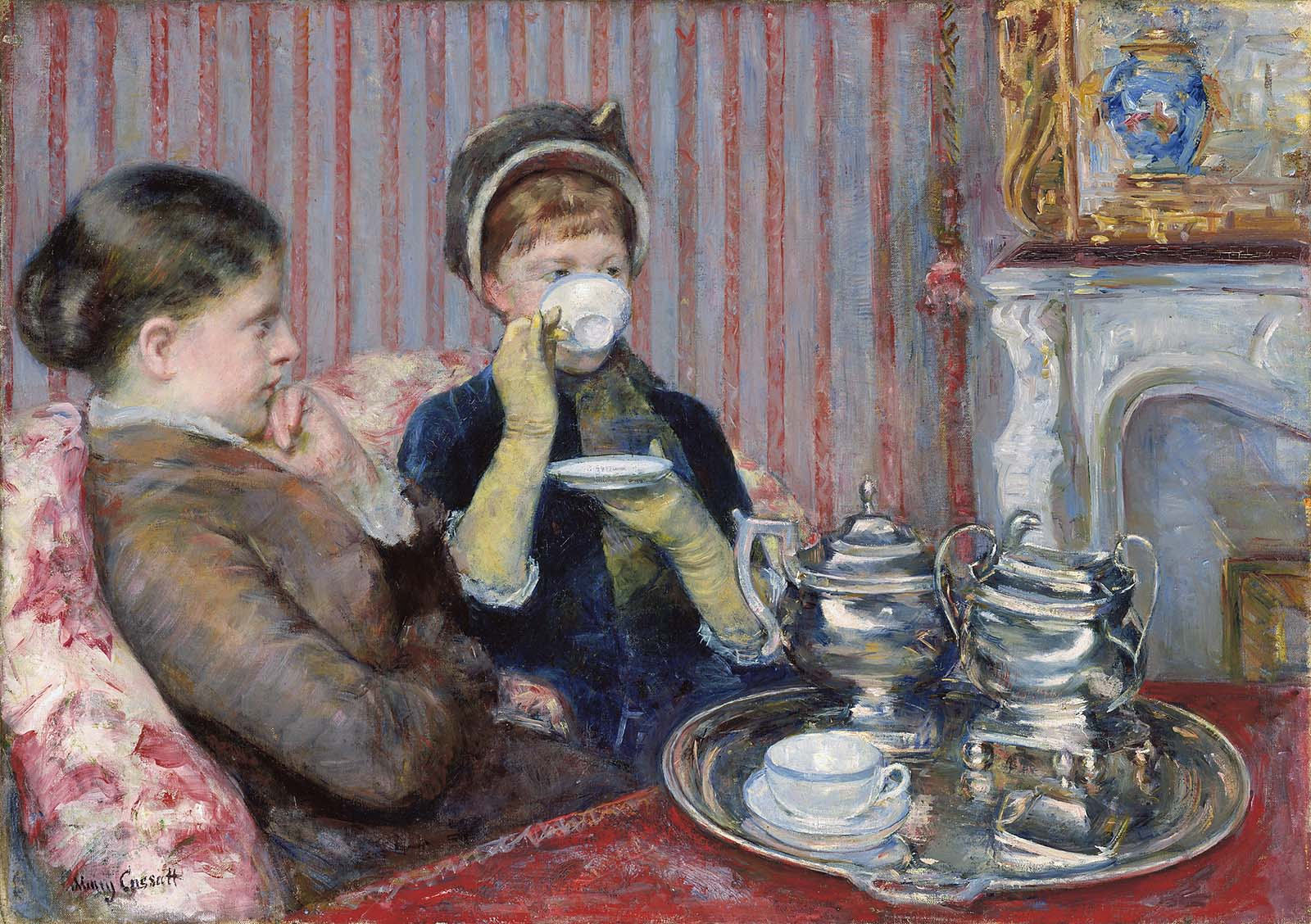
Чай, Мэри Стивенсон Кэссетт, 1880
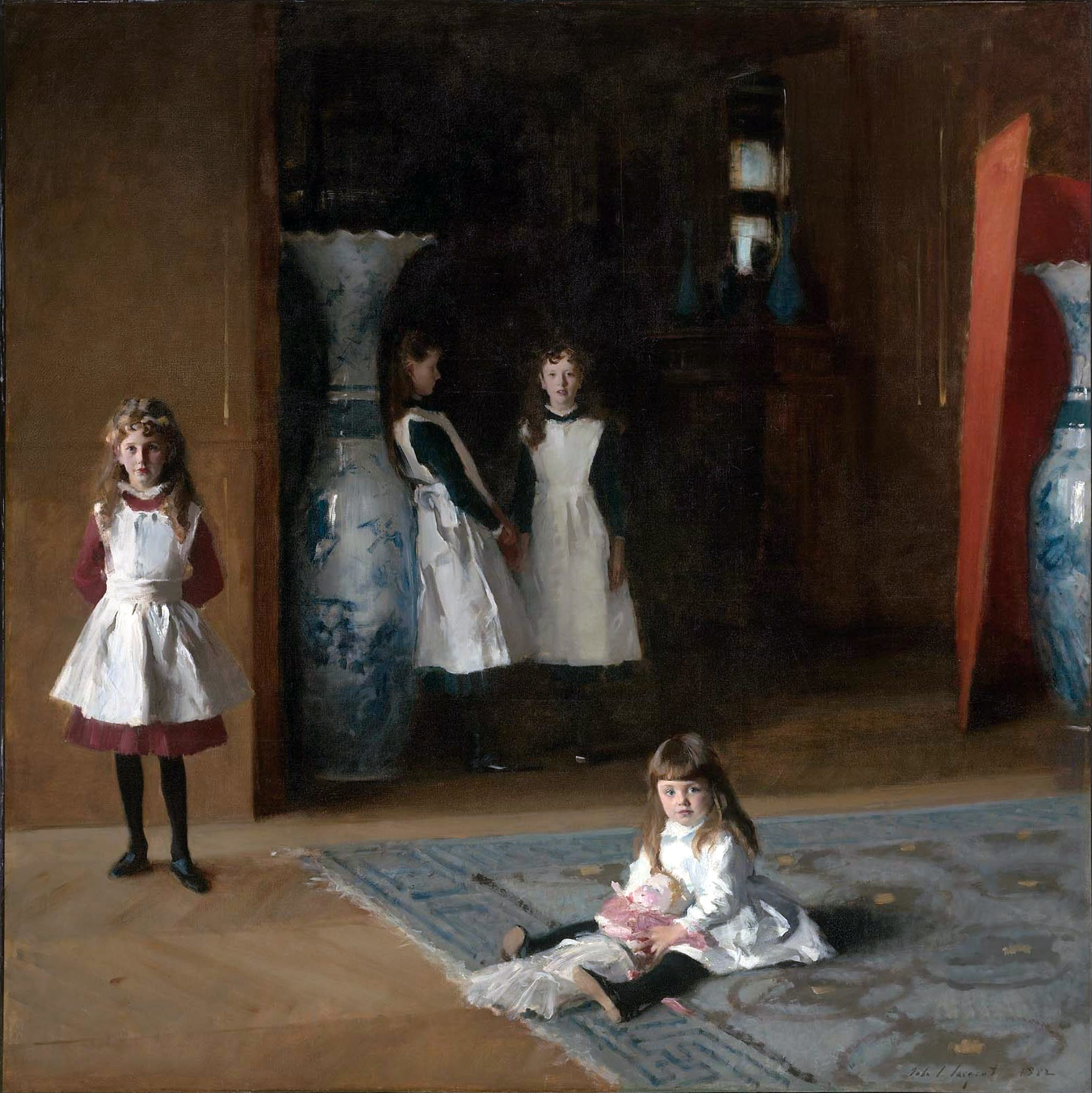
Дочери Эдварда Дарли Бойта, Джон Сингер Сарджент, 1882
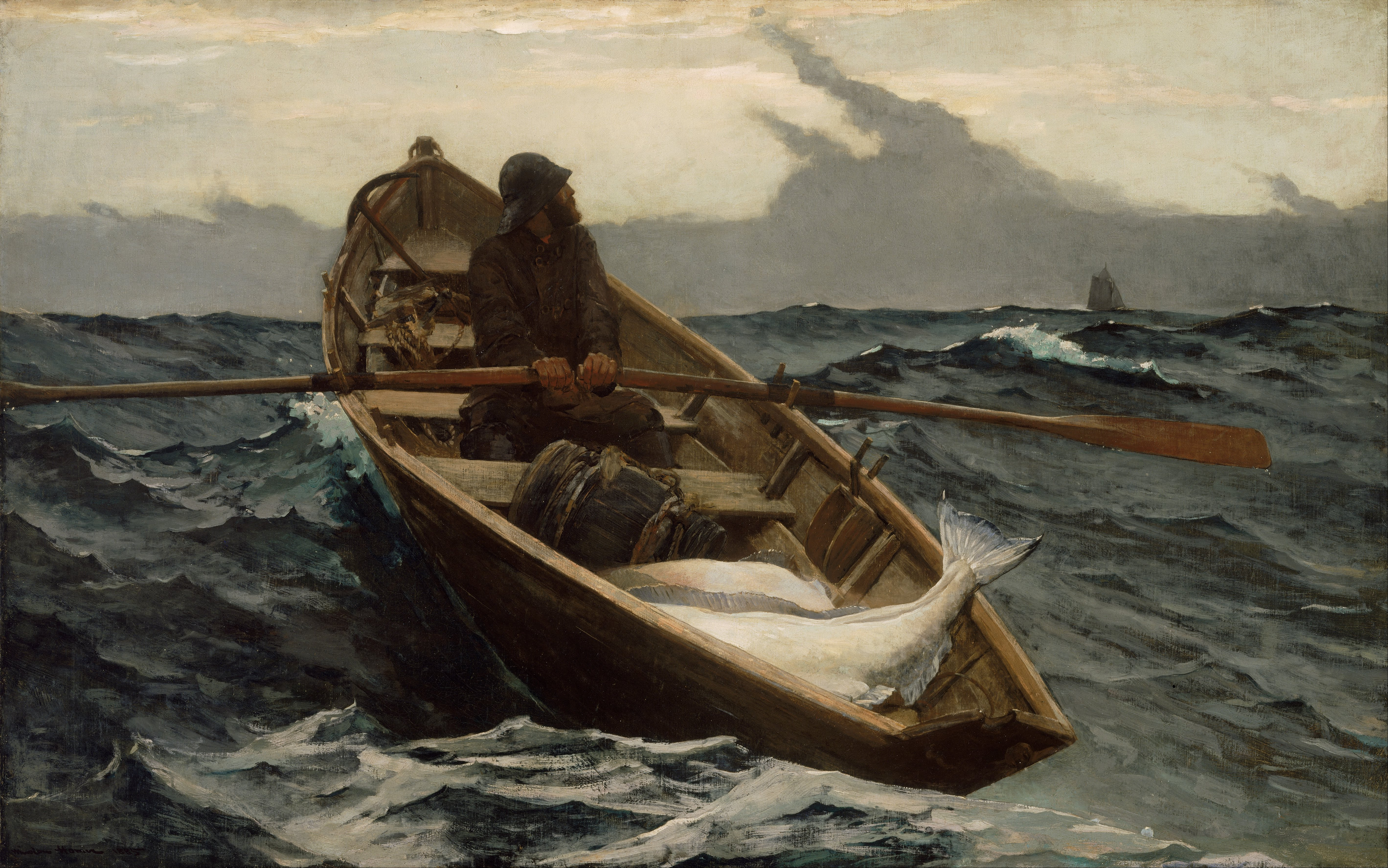
Предупреждение о тумане, Уинслоу Хомер, 1885
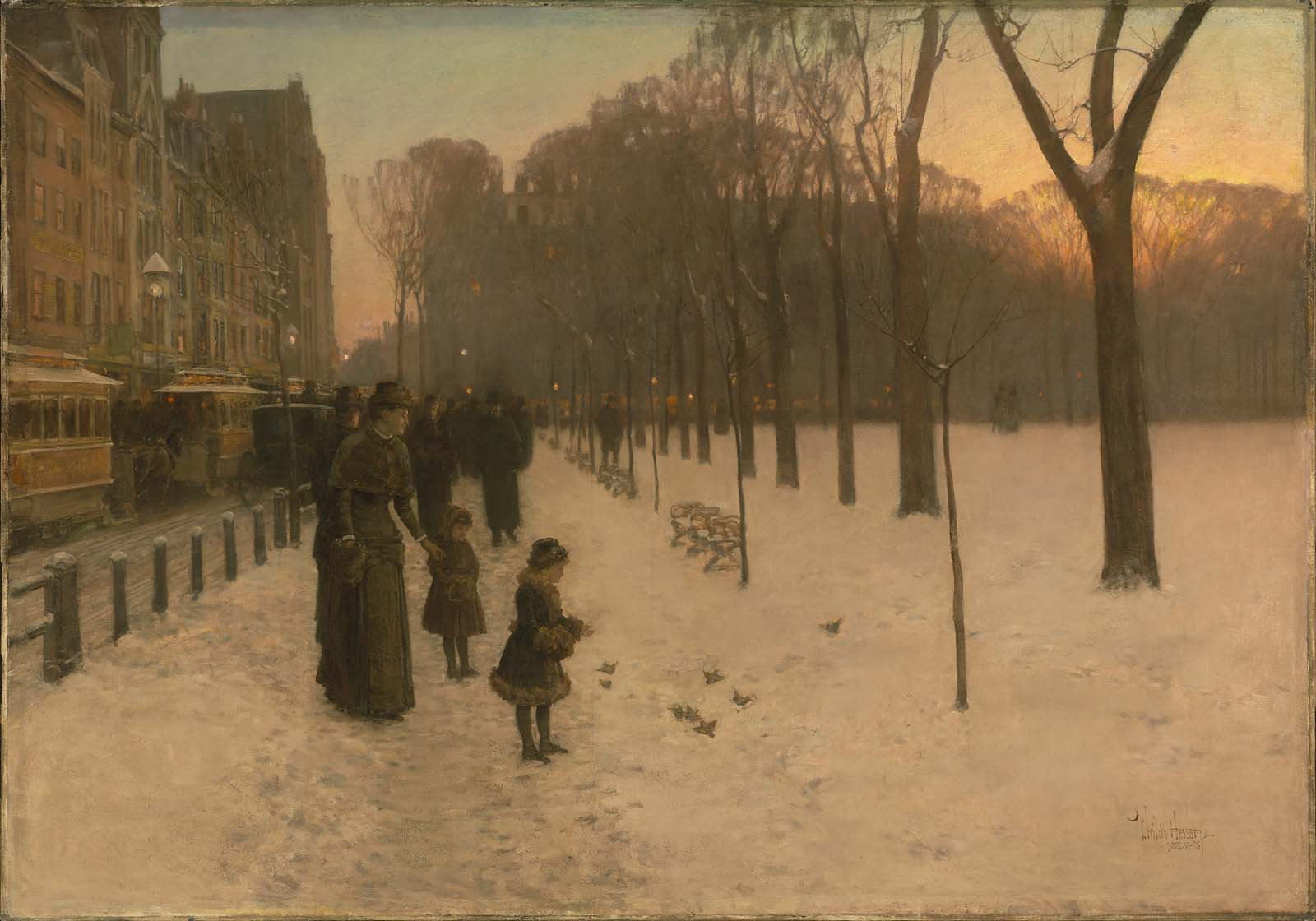
Бостон в сумерках, Чайльд Гассам, 1886
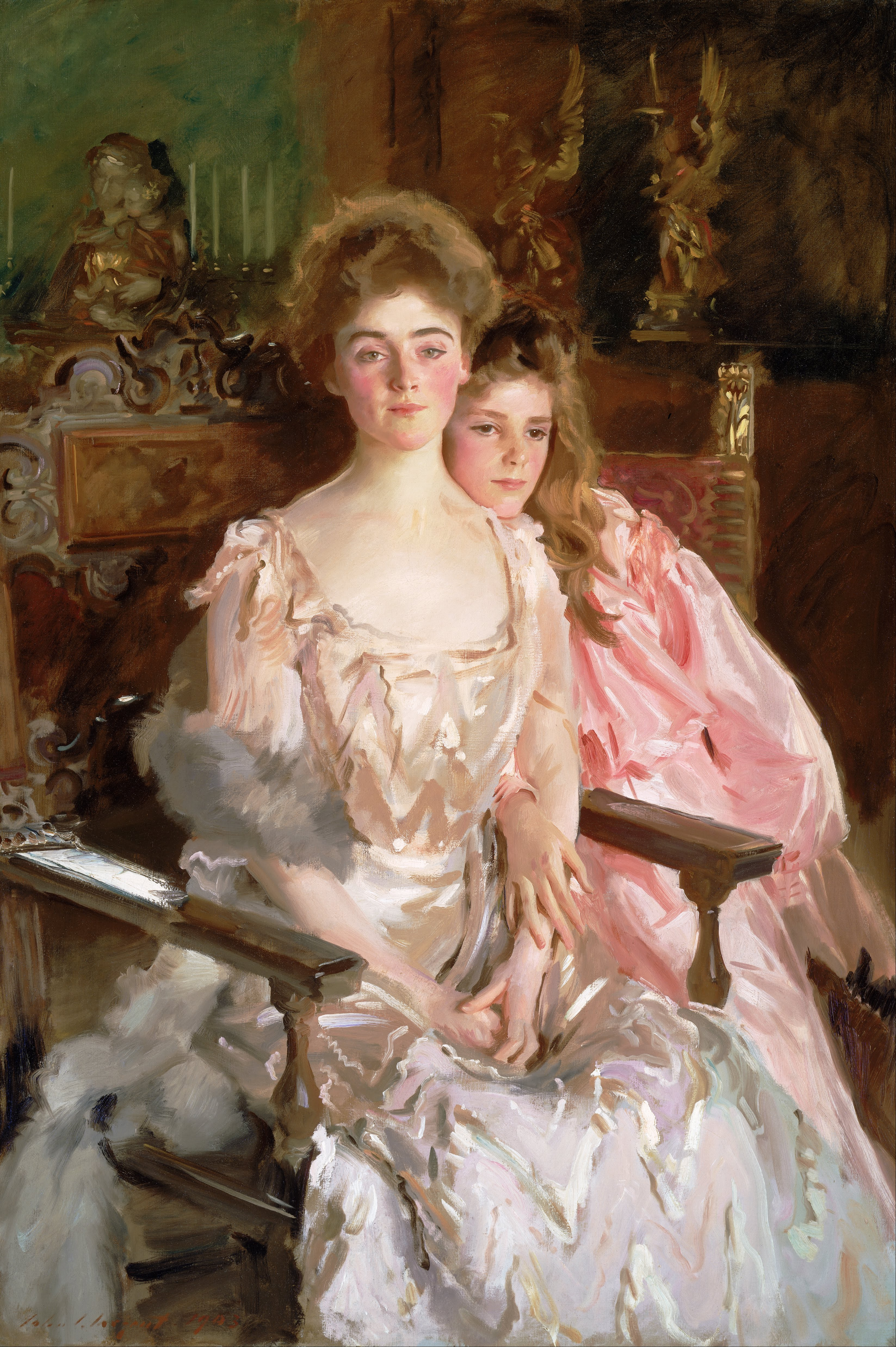
Гретхен Осгуд Уоррен и её дочь Рэйчел, Джон Сингер Сарджент, 1903

### Европейская коллекция

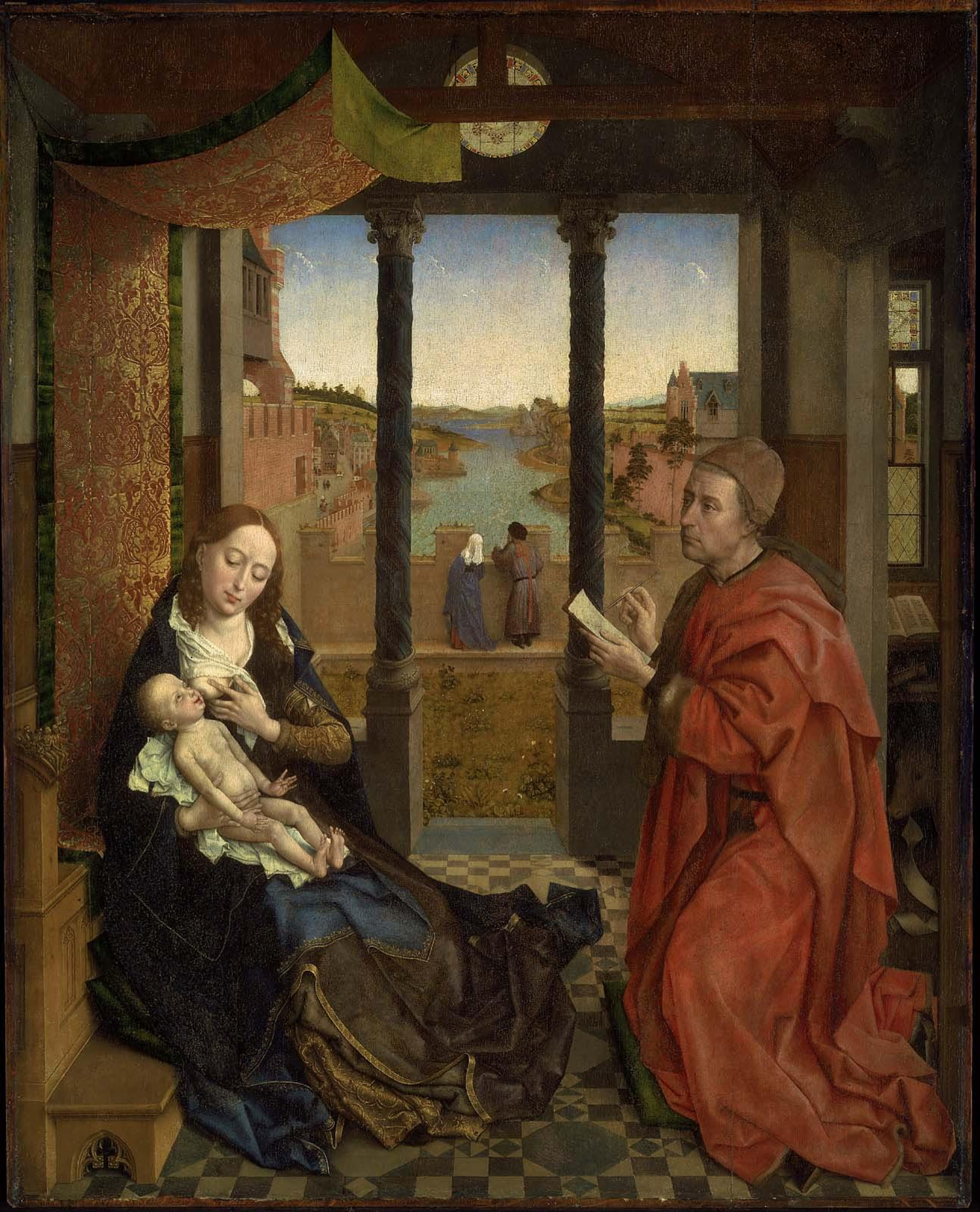
Святой Лука, рисующий Деву Марию, Рогир ван дер Вейден, 1435-1440
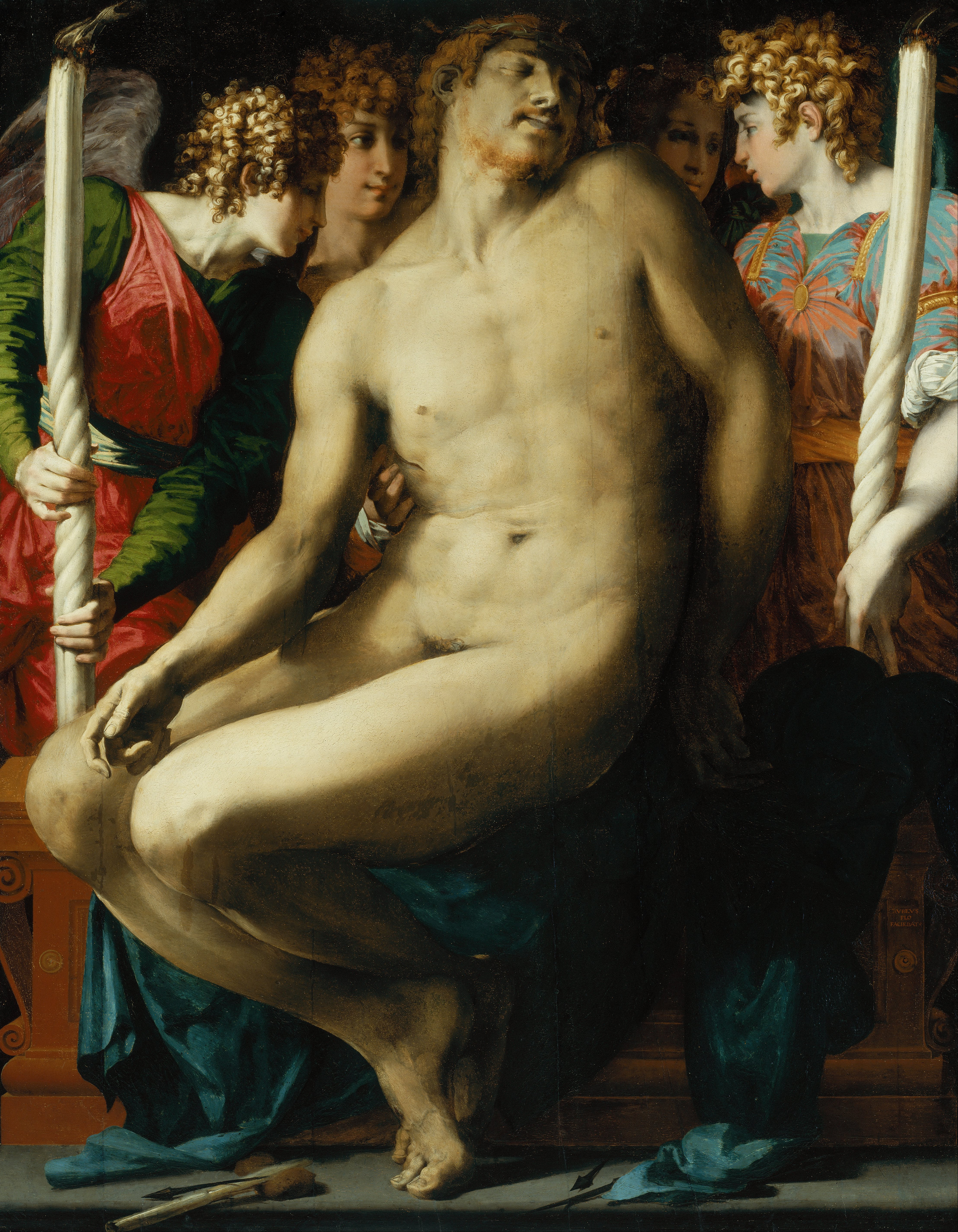
Мертвый Христос с ангелами, Россо Фьорентино, 1524-1527
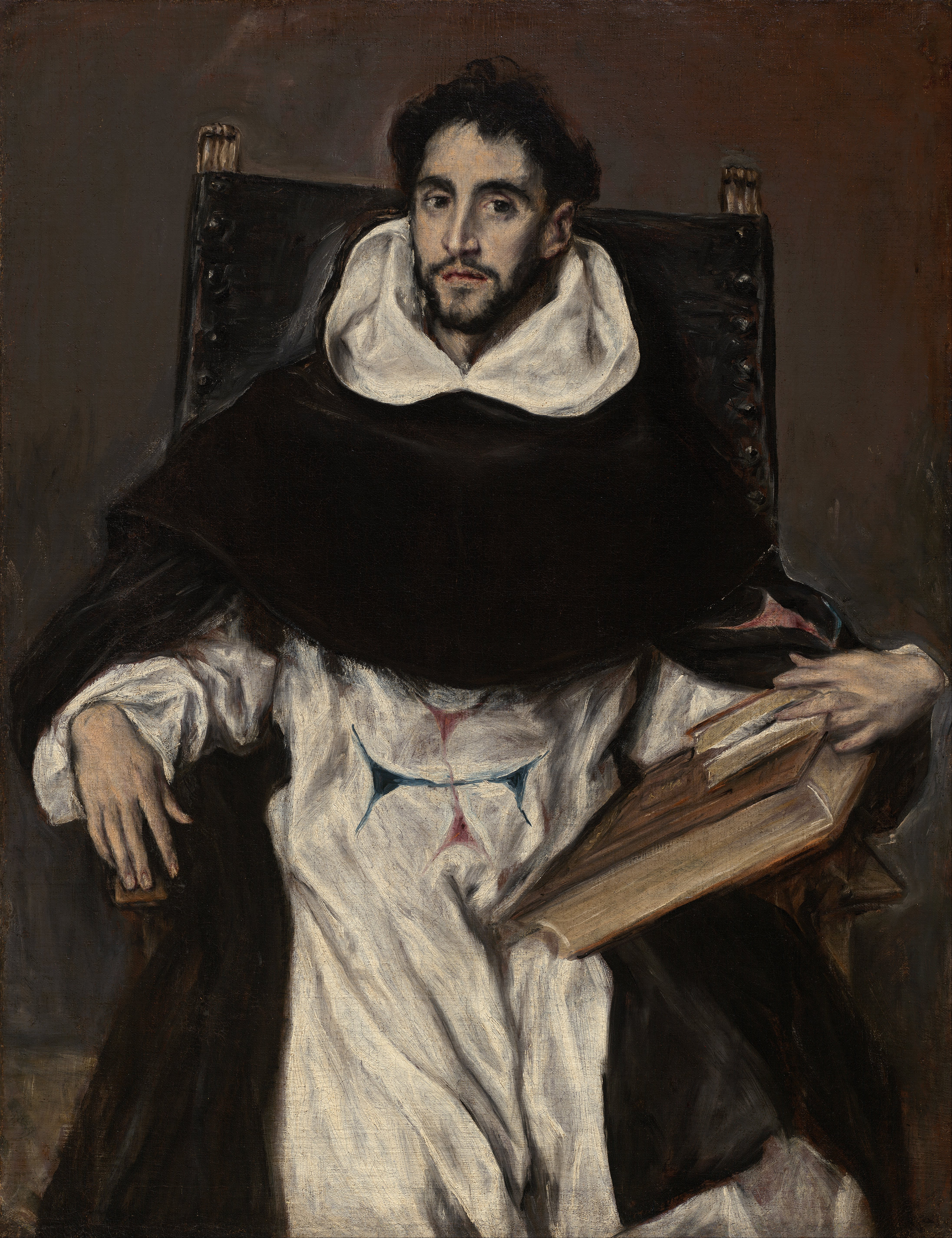
Брат Гортензио Феликс Паравичино, Эль Греко, 1609
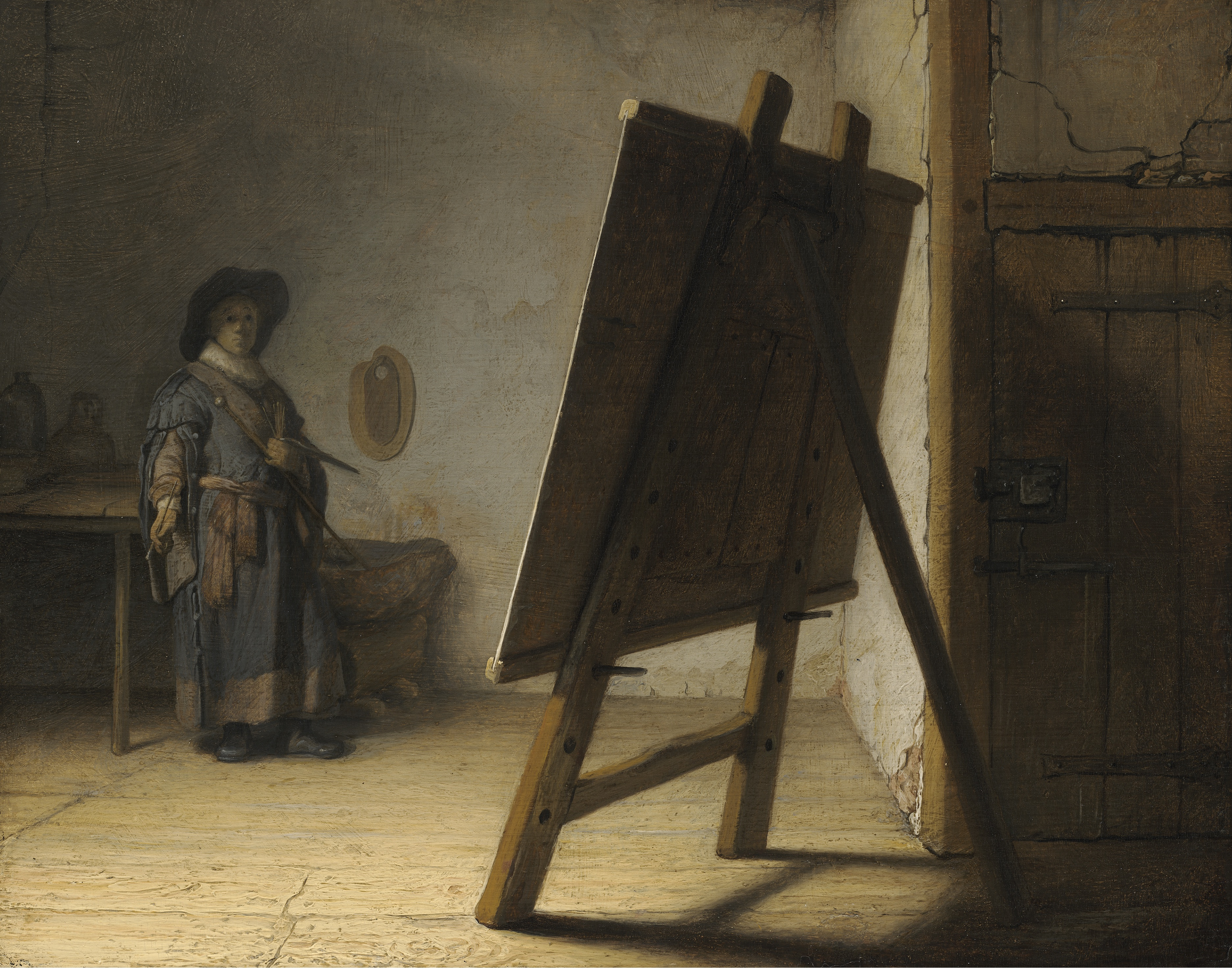
Художник в мастерской, Рембрандт, 1628
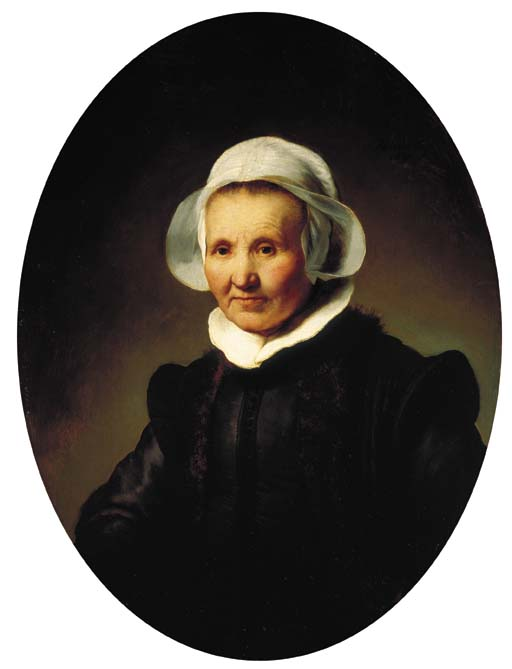
Портрет 62-летней женщины, Рембрандт, 1632
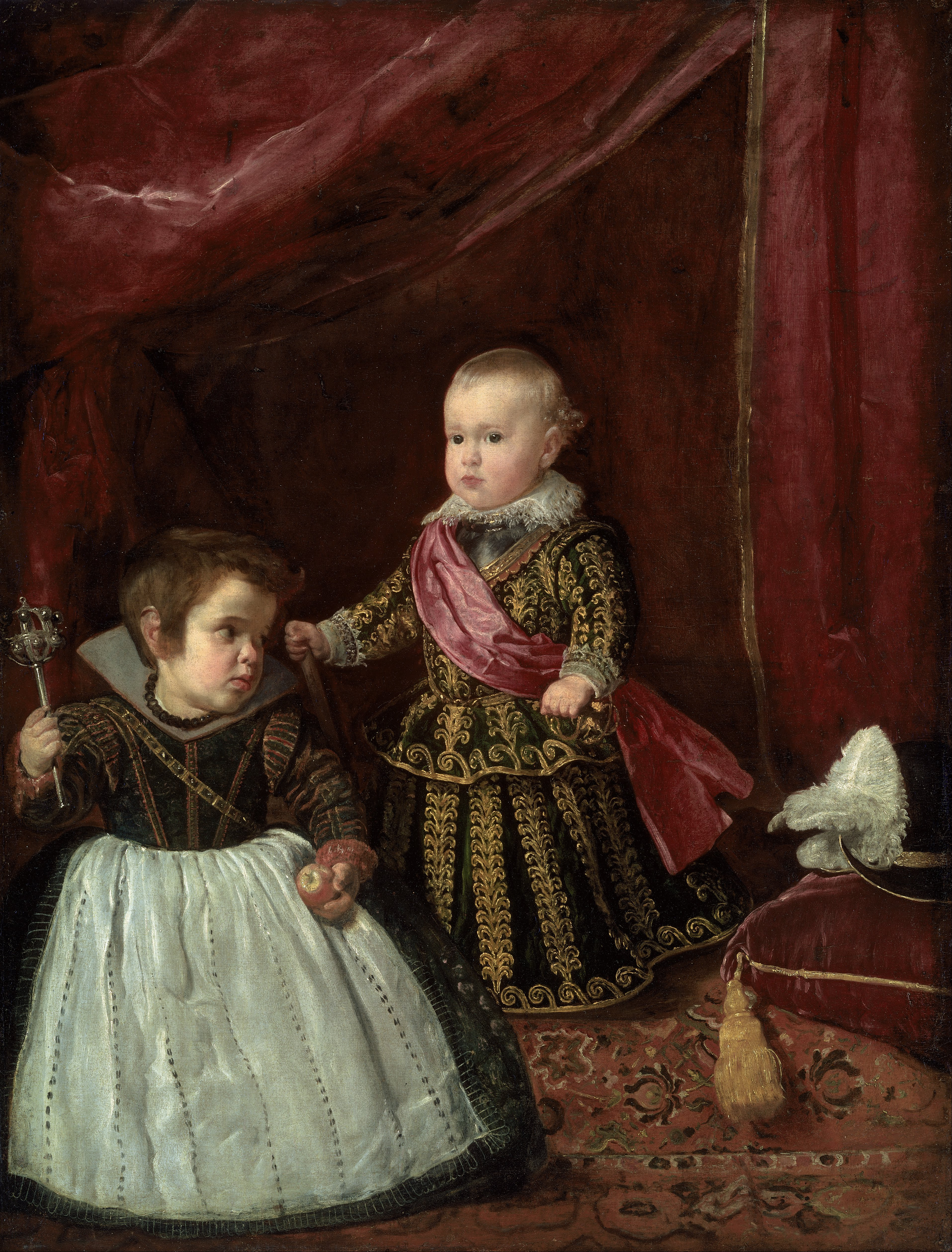
Портрет принца Бальтазара Карлоса с карликом, Диего Веласкес, 1632
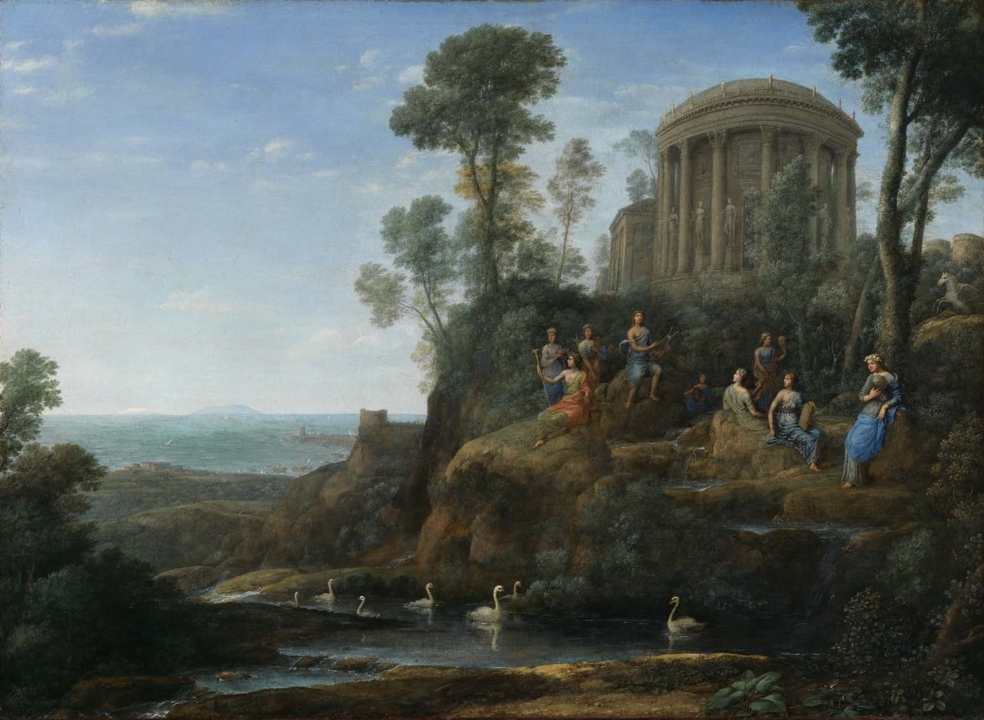
Аполлон и музы на горе Гелион, Клод Лоррен, 1680
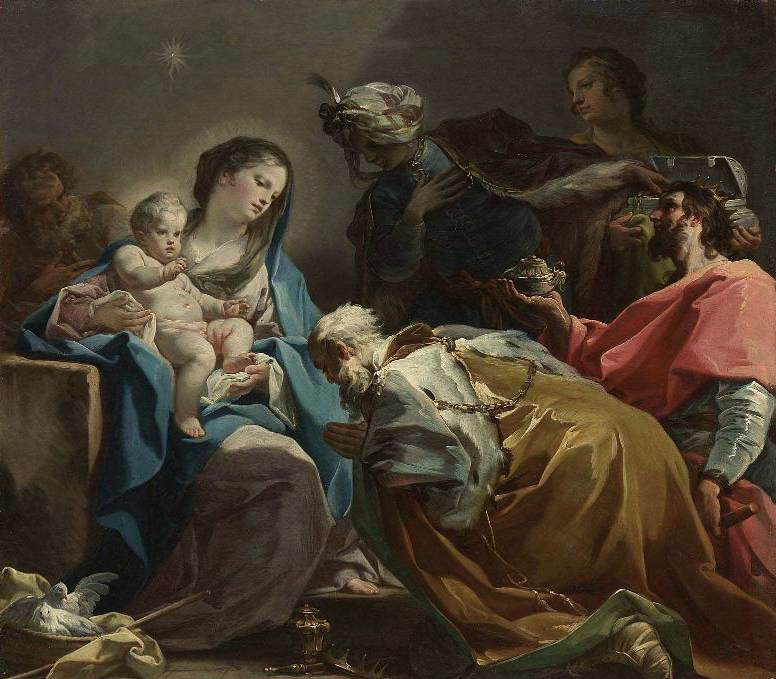
Поклонение волхвов, Коррадо Джаквинто, 1725
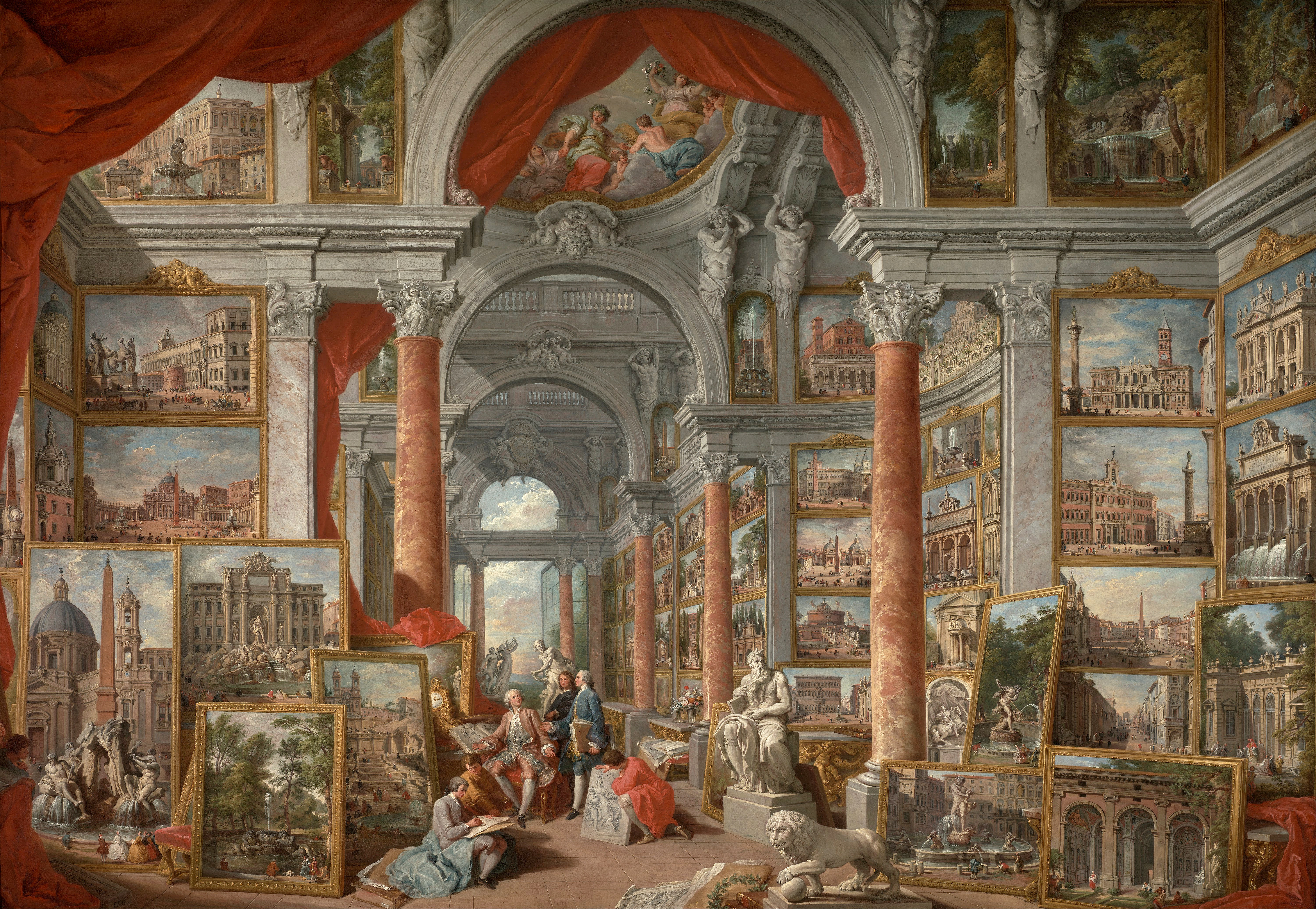
Картинная галерея с видом на Современный Рим, Джованни Паоло Паннини, 1757
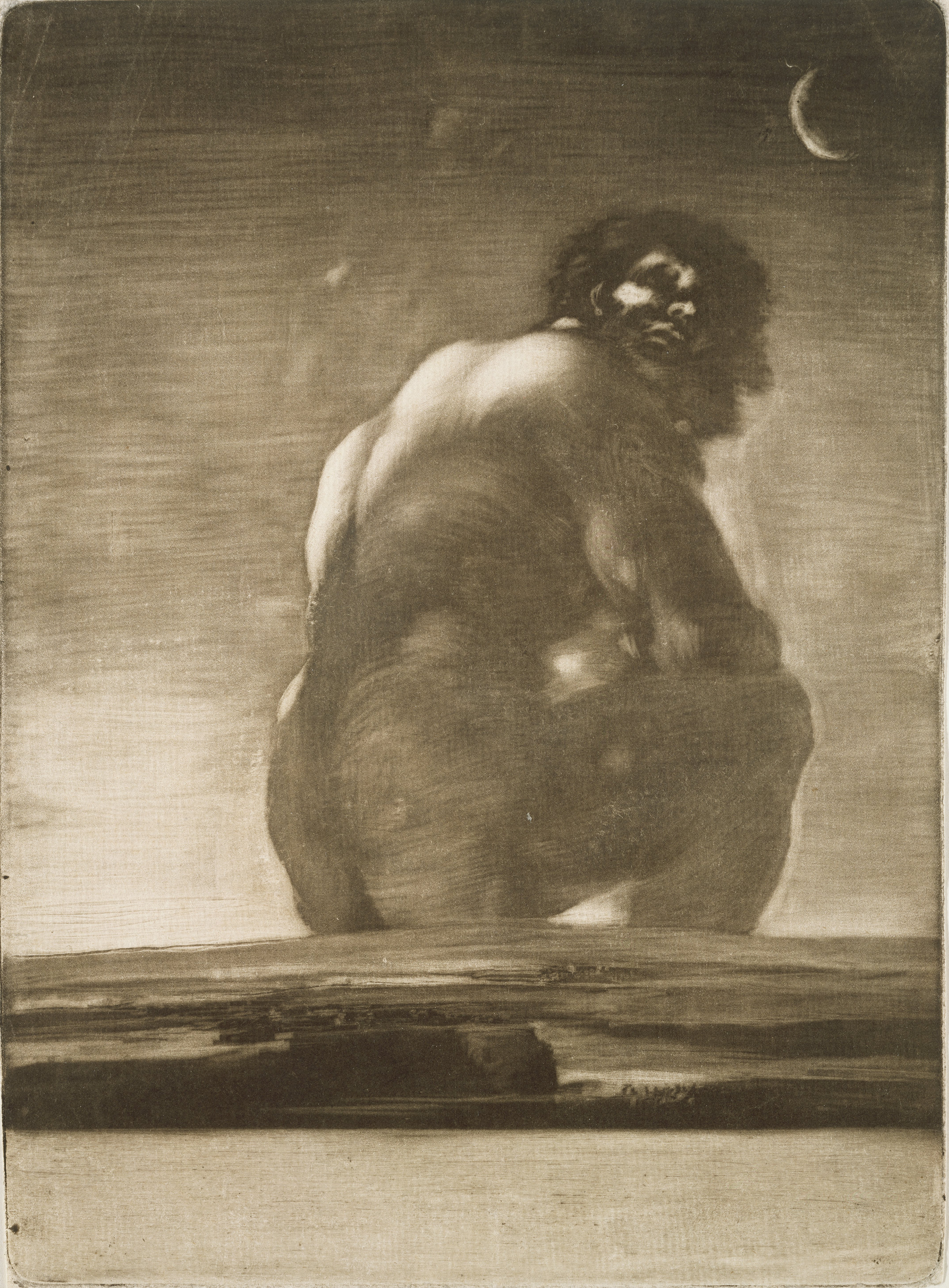
Сидящий гигант, Франсиско Гойя, 1818
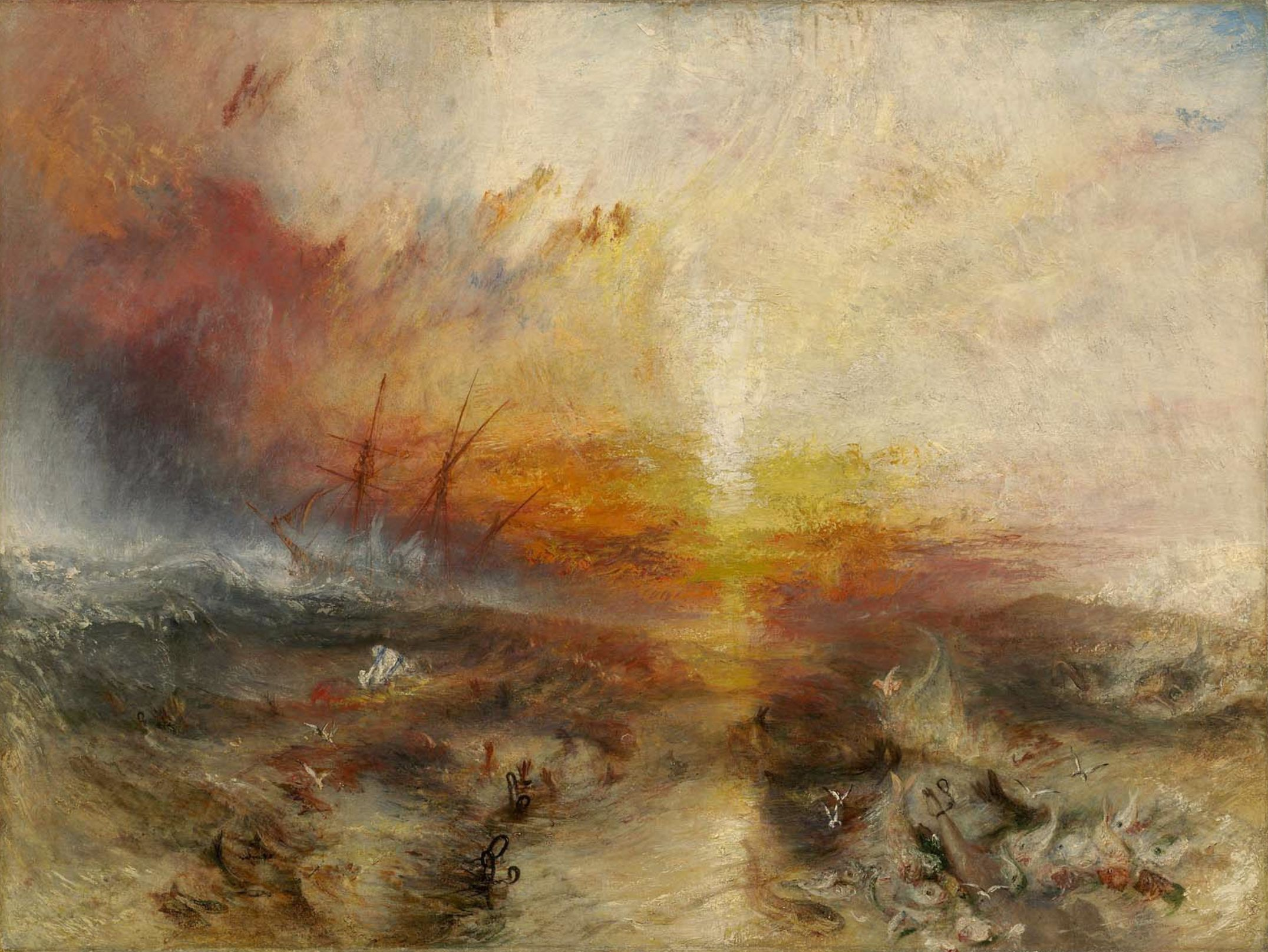
Корабль рабов, Уильям Тёрнер, 1840
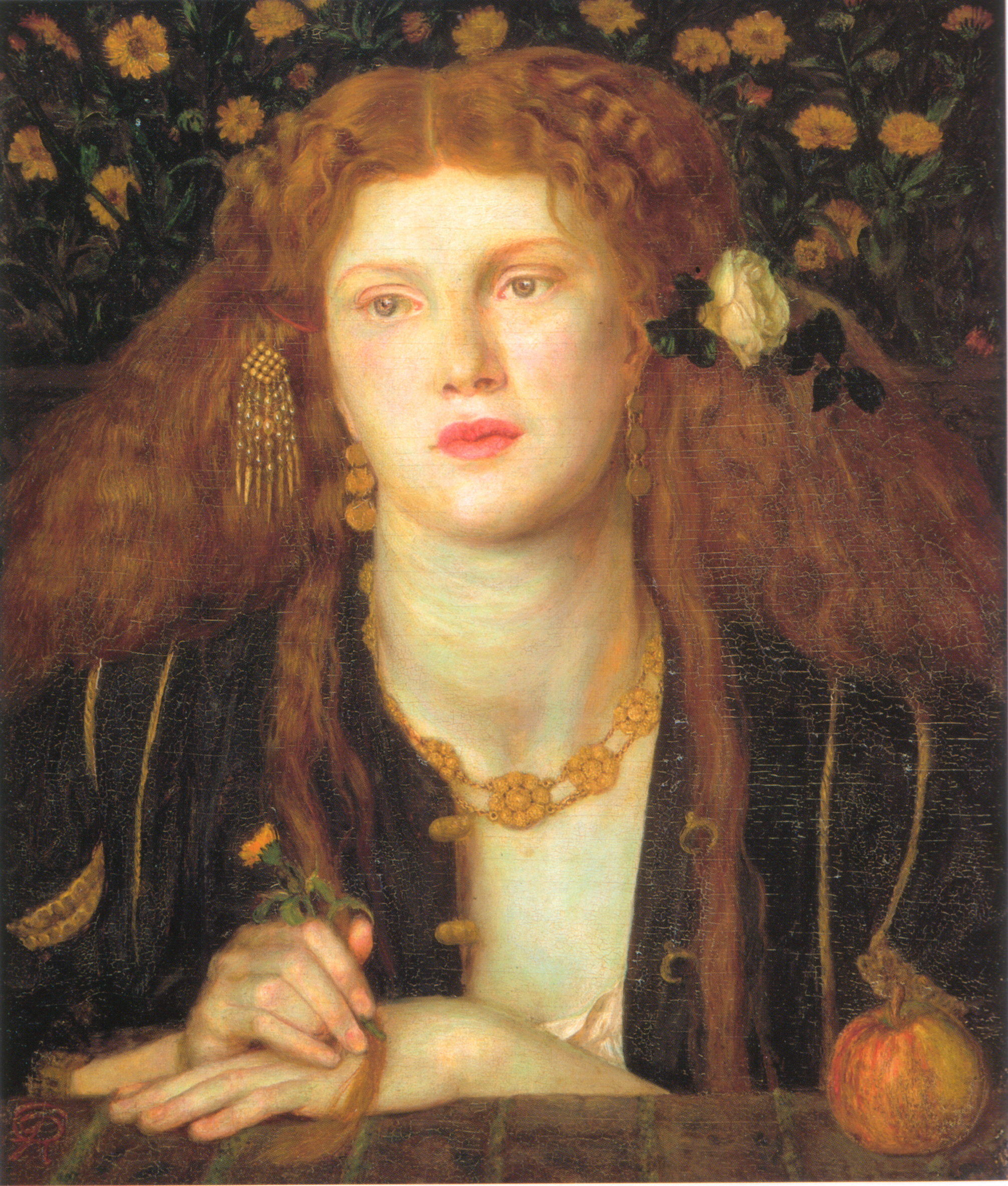
После поцелуя, Данте Габриел Россетти, 1859
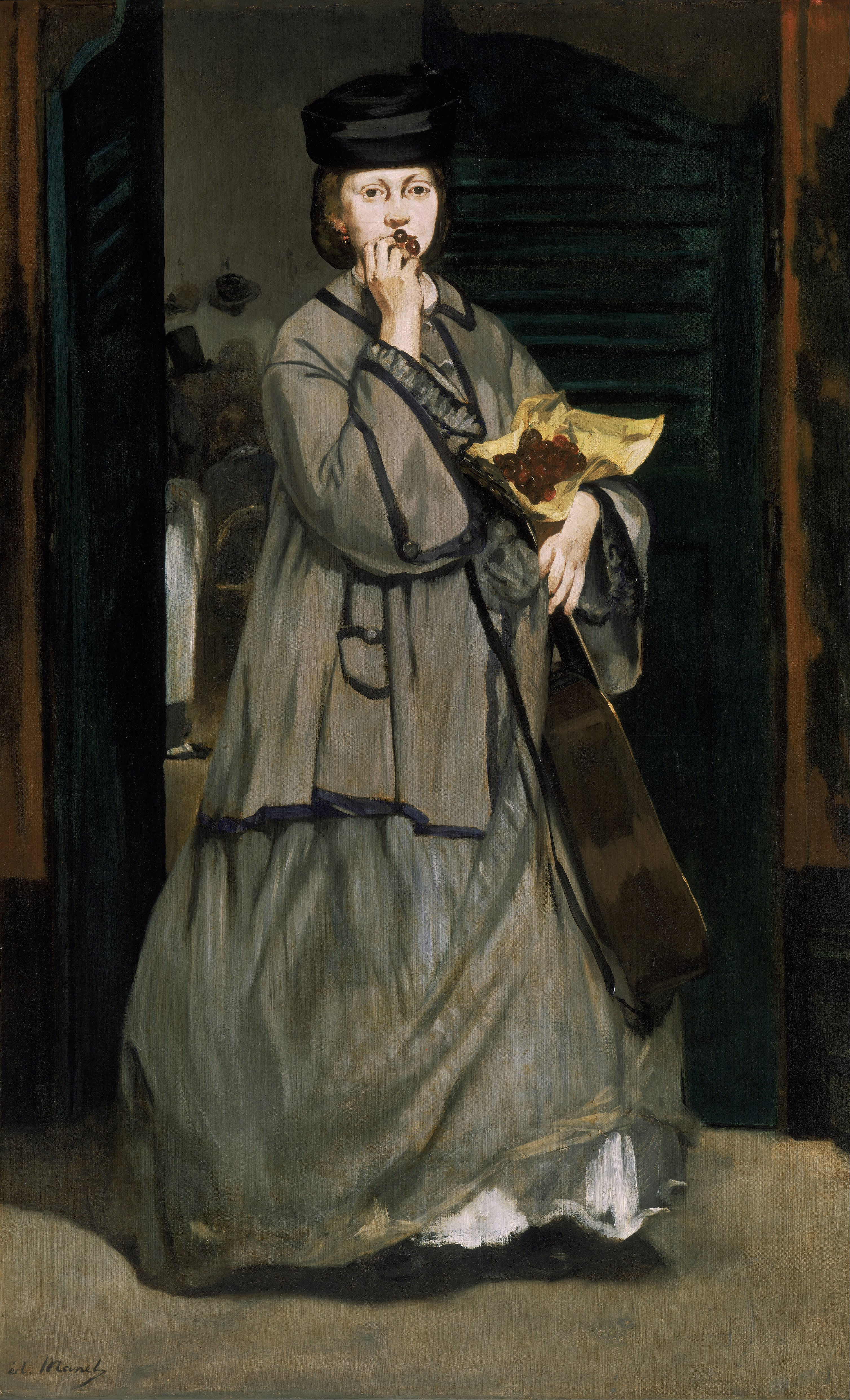
Уличная певица, Эдуард Мане, 1862
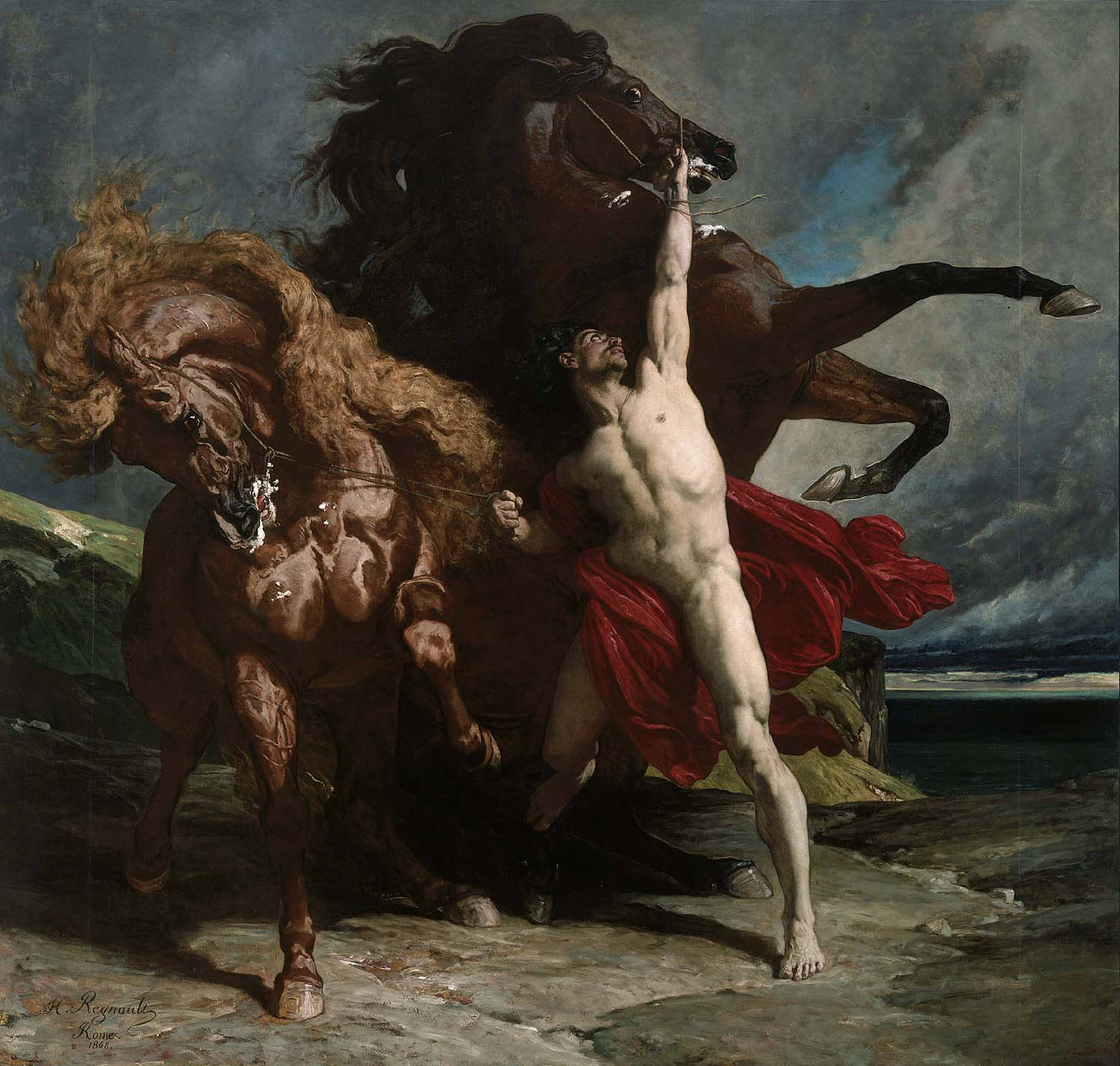
Автомедон с лошадьми Ахилла, Анри Реньо, 1868
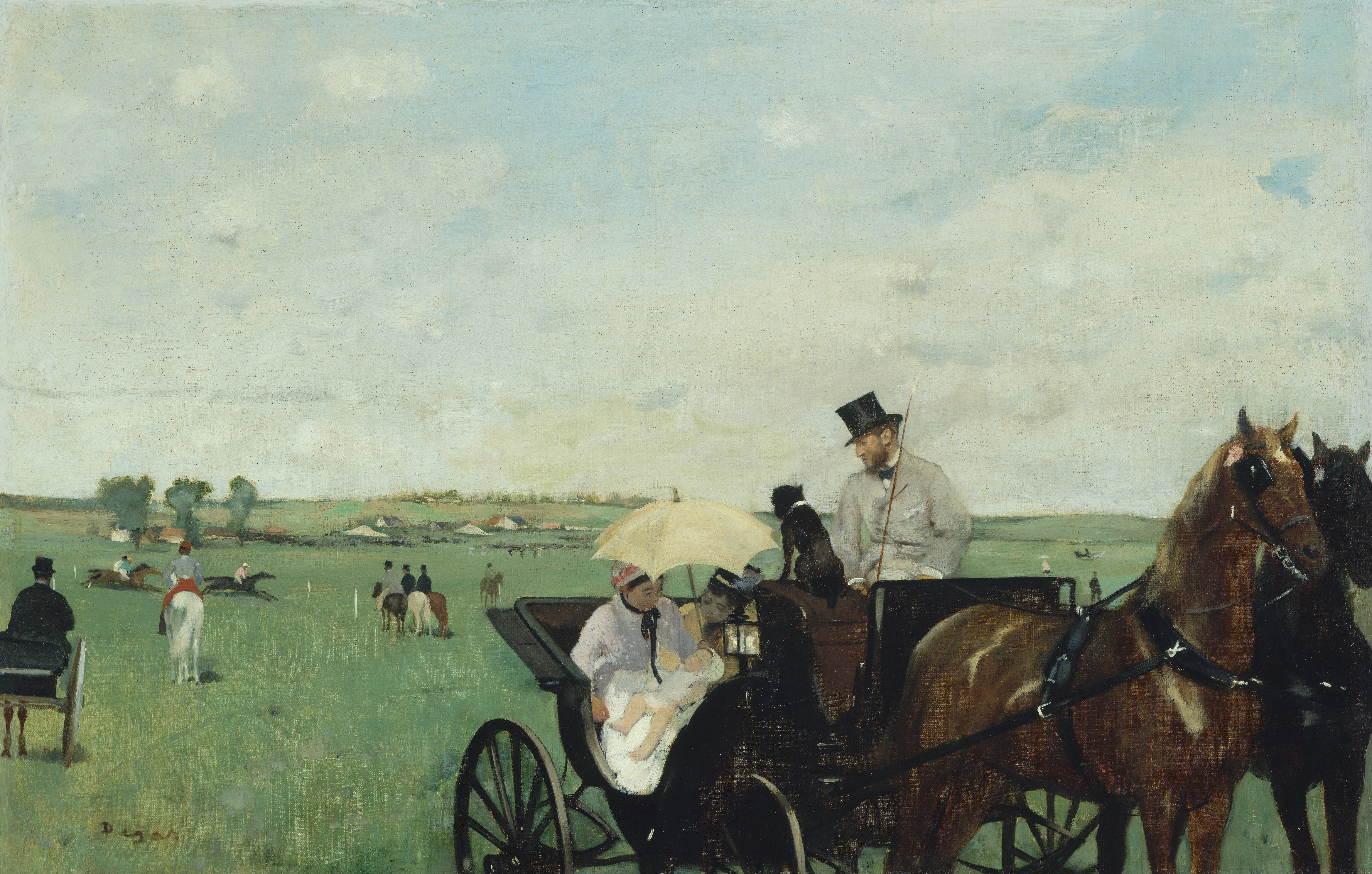
На скачках в сельской местности, Эдгар Дега, 1869
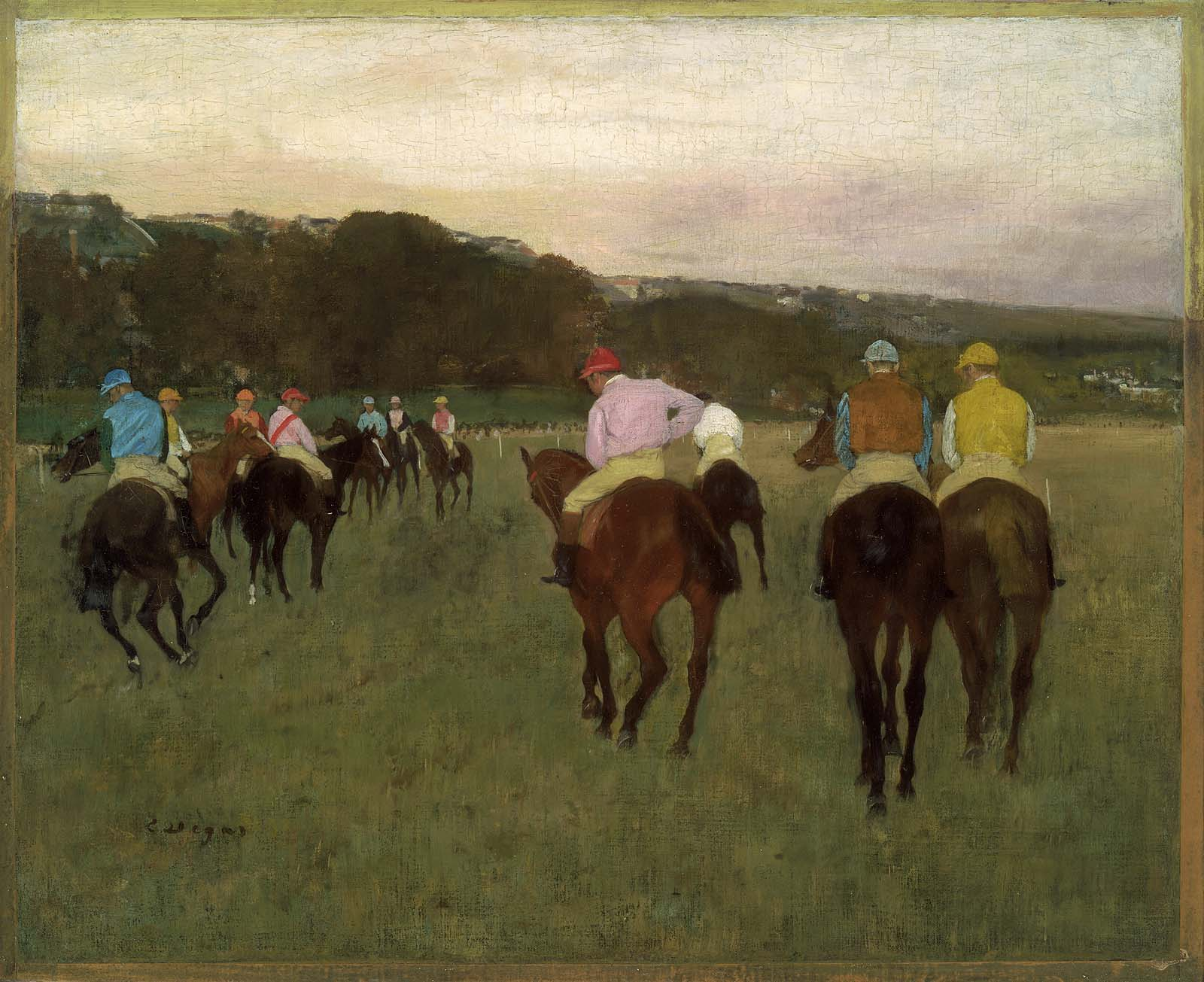
Скаковые лошади, Эдгар Дега, 1873–1875
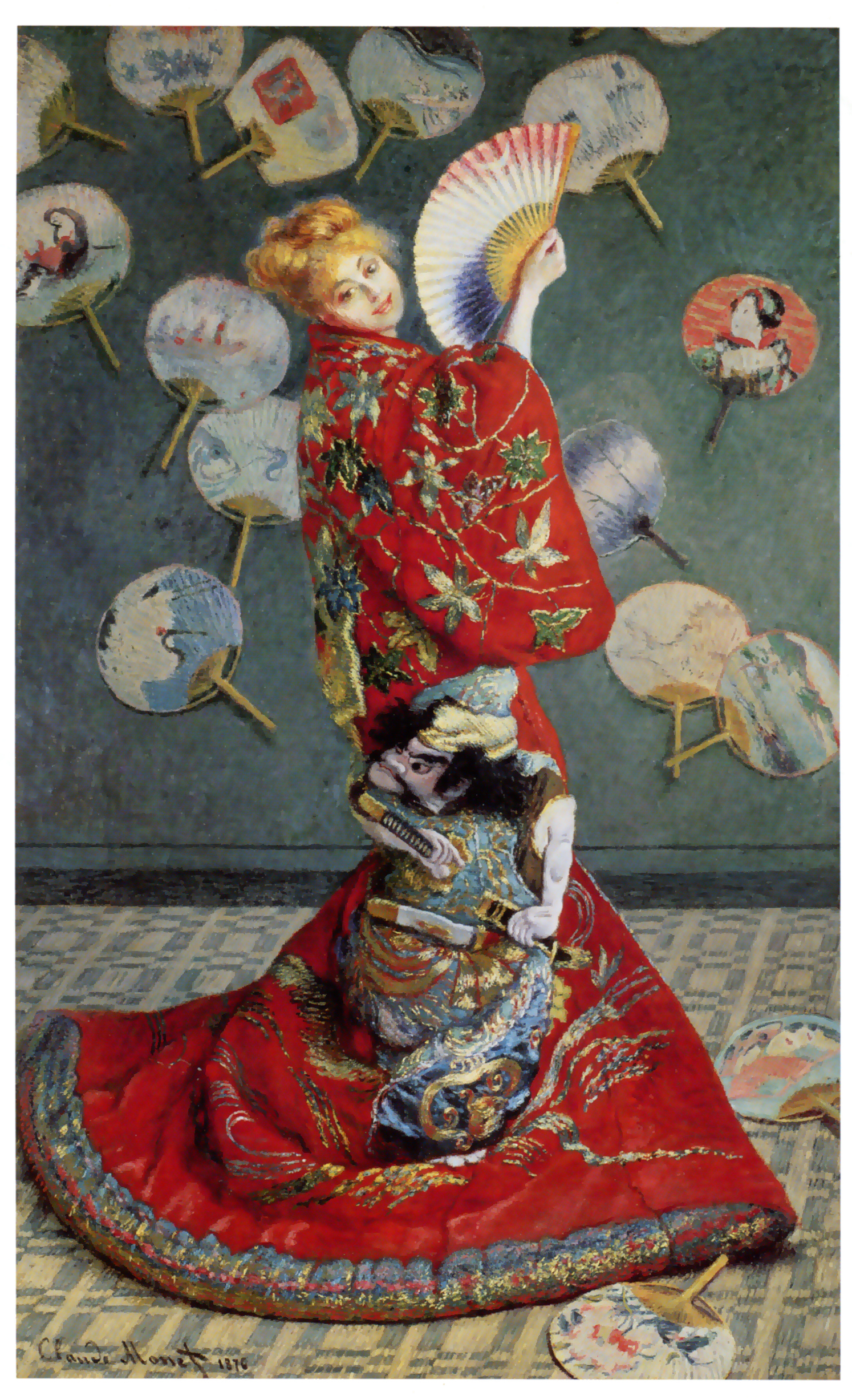
Японка, Клод Моне, 1876
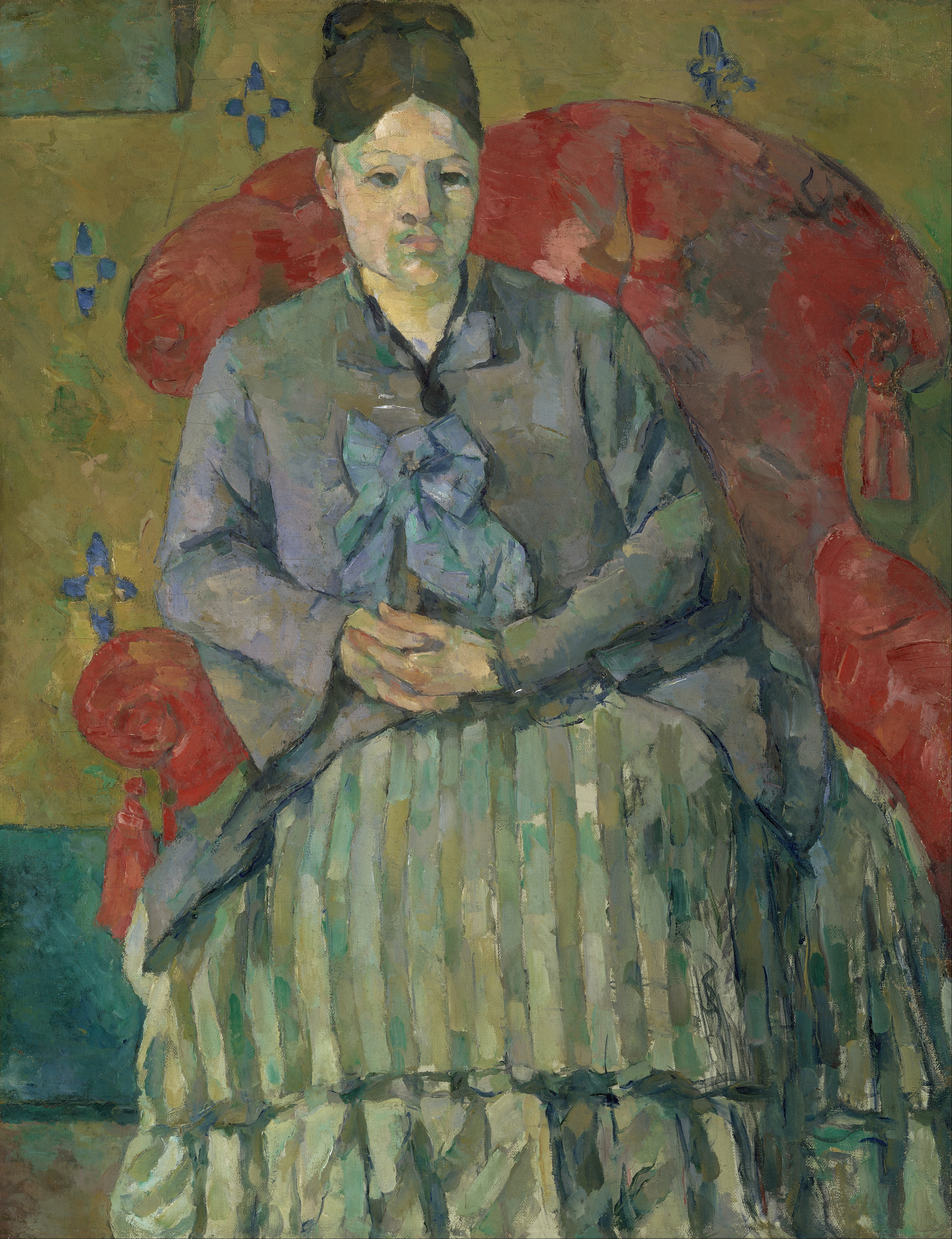
Мадам Сезанн в красном кресле, Поль Сезанн, 1877
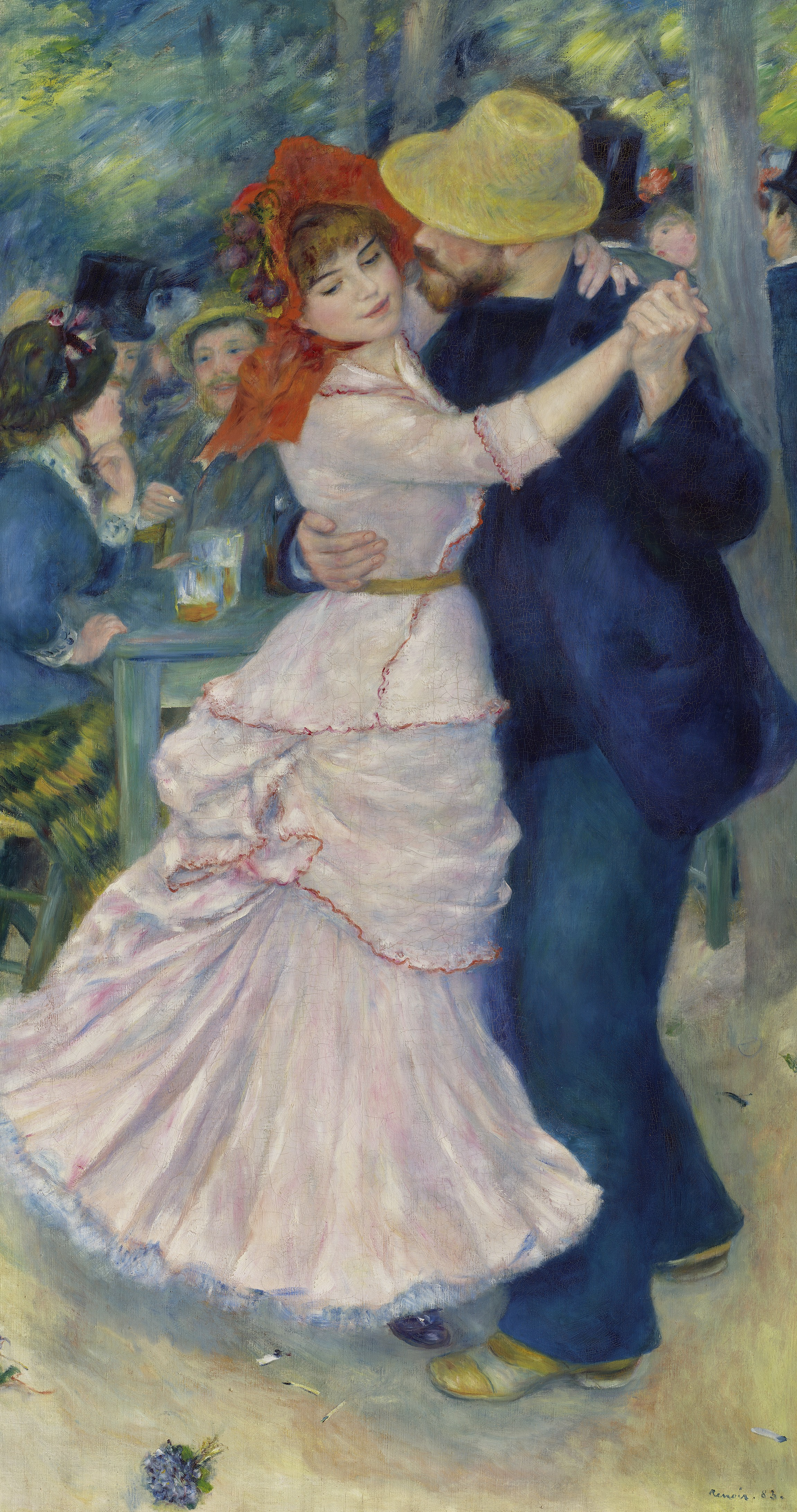
Танец в Буживале, Пьер Огюст Ренуар, 1883
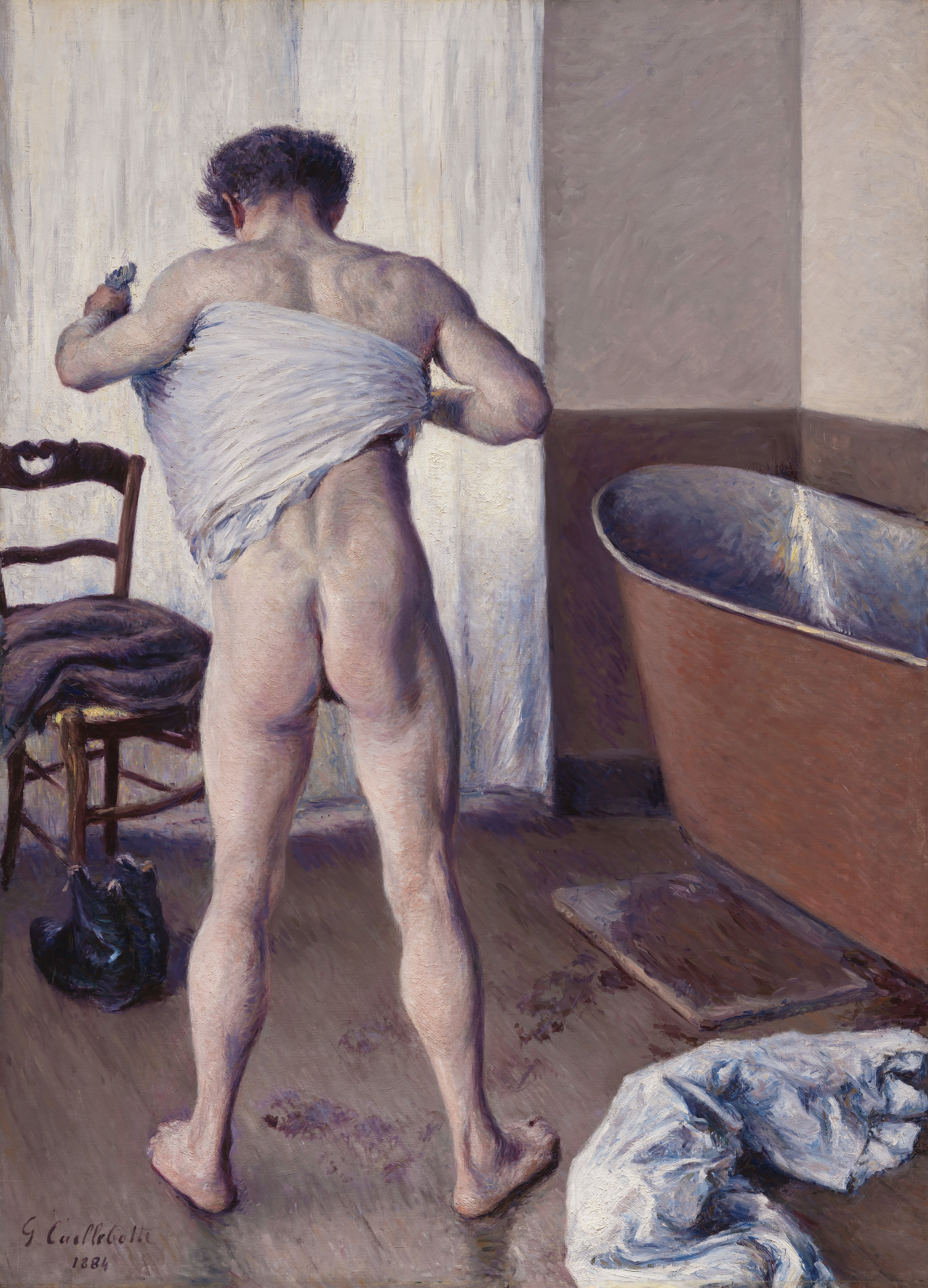
Мужчина в ванной, Гюстав Кайботт, 1884
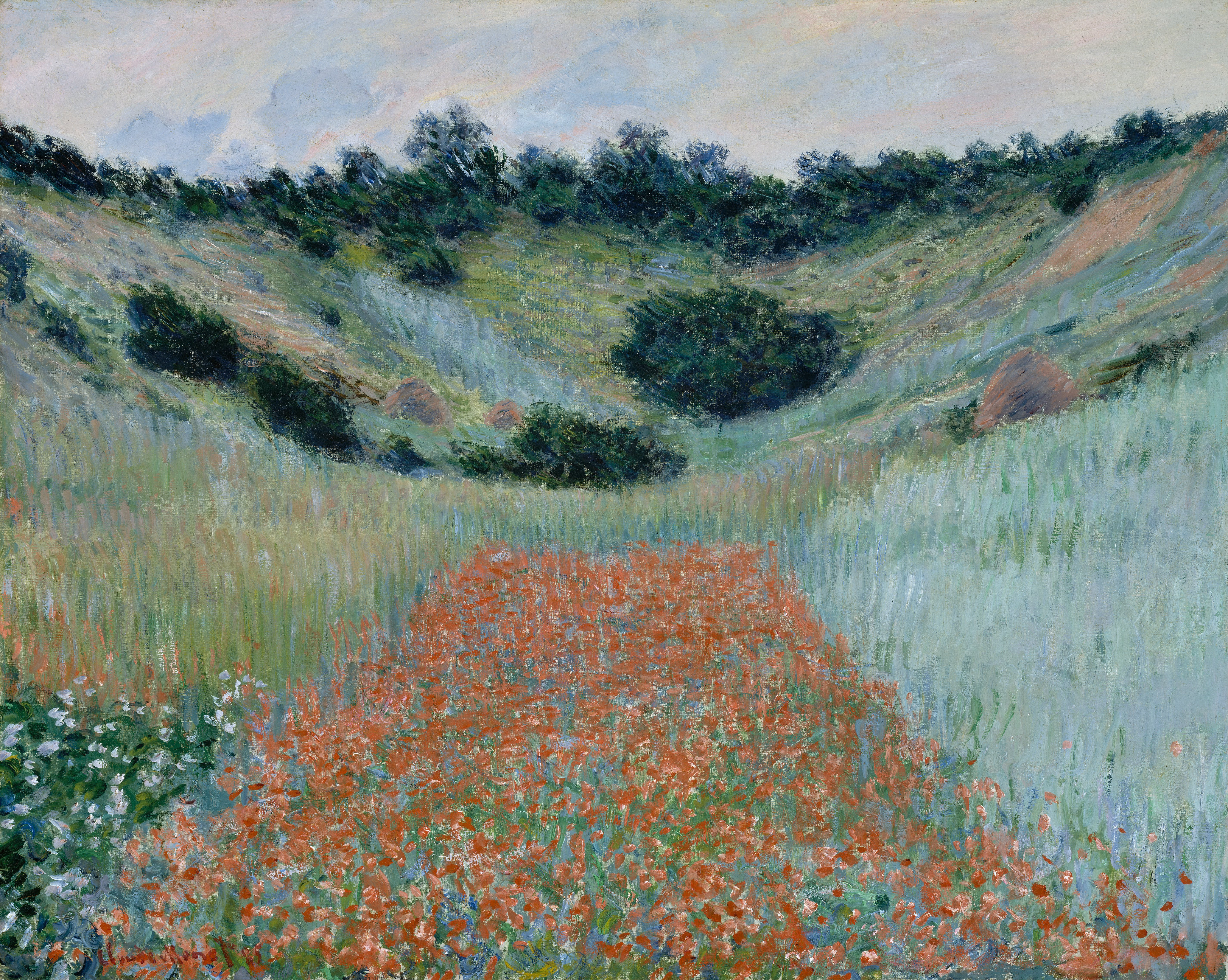
Маковое поле в лощине близ Живерни, Клод Моне, 1888
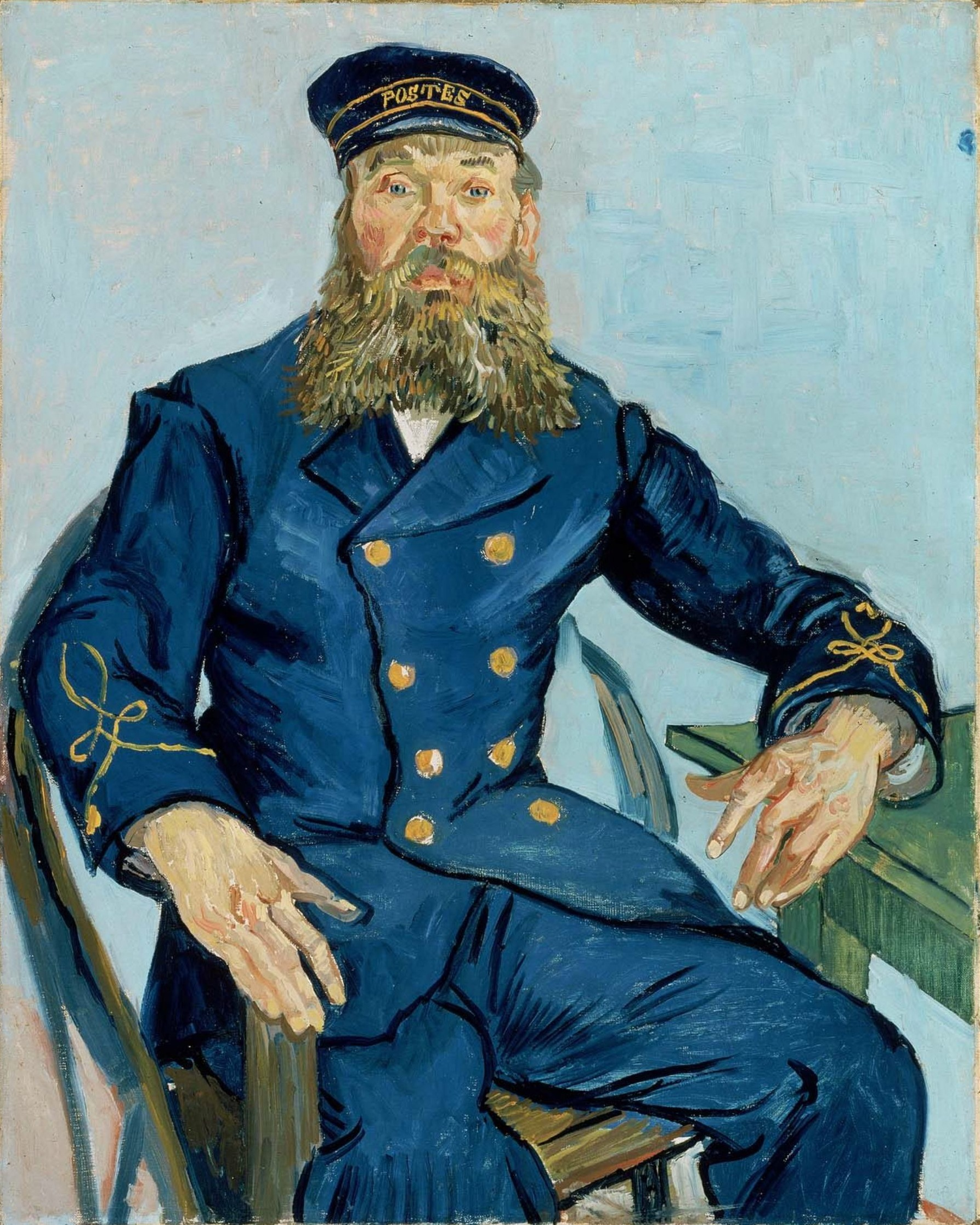
Почтальон Джозеф Рулен, Винсент Ван Гог, 1888
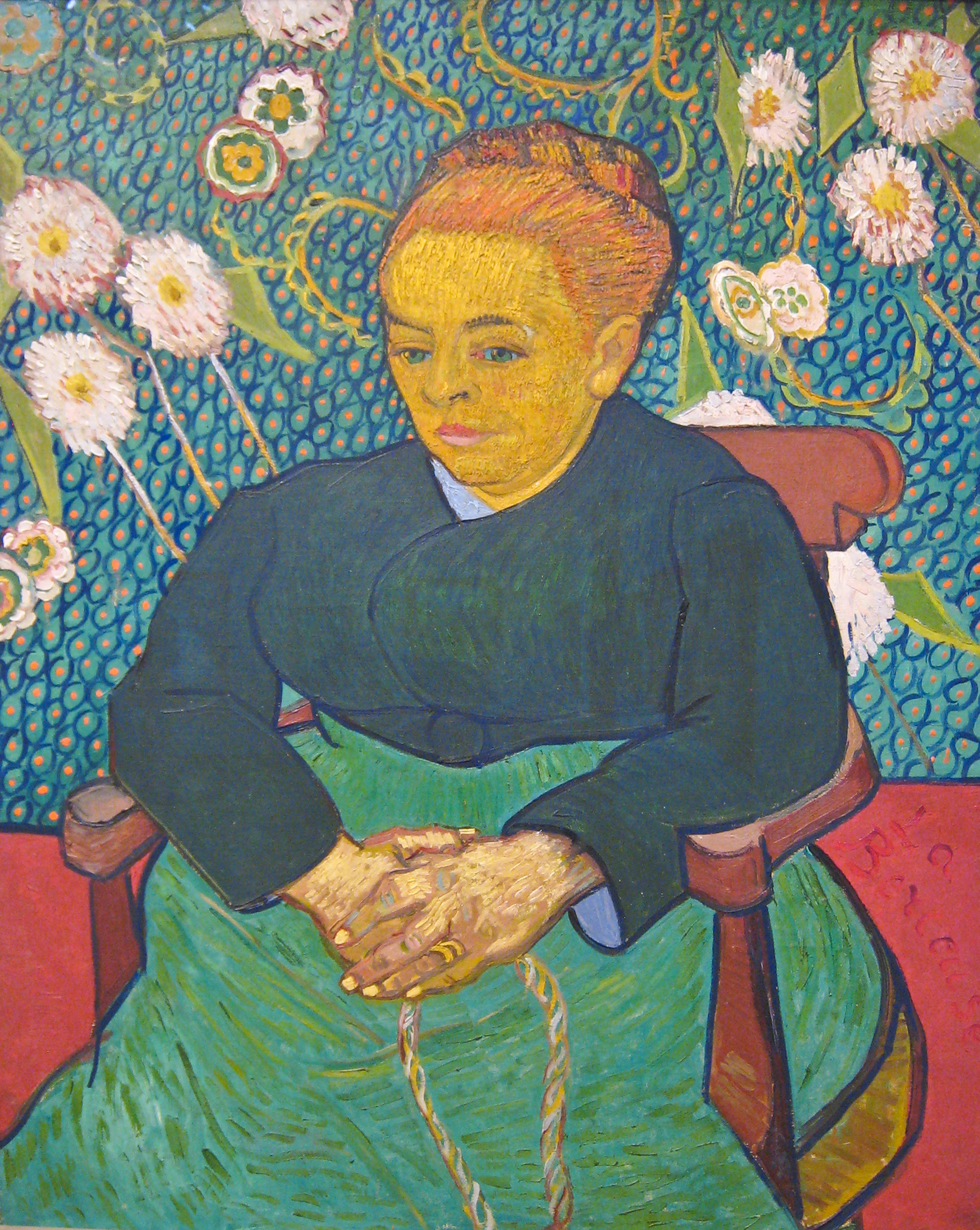
Колыбельная, Винсент Ван Гог, 1889
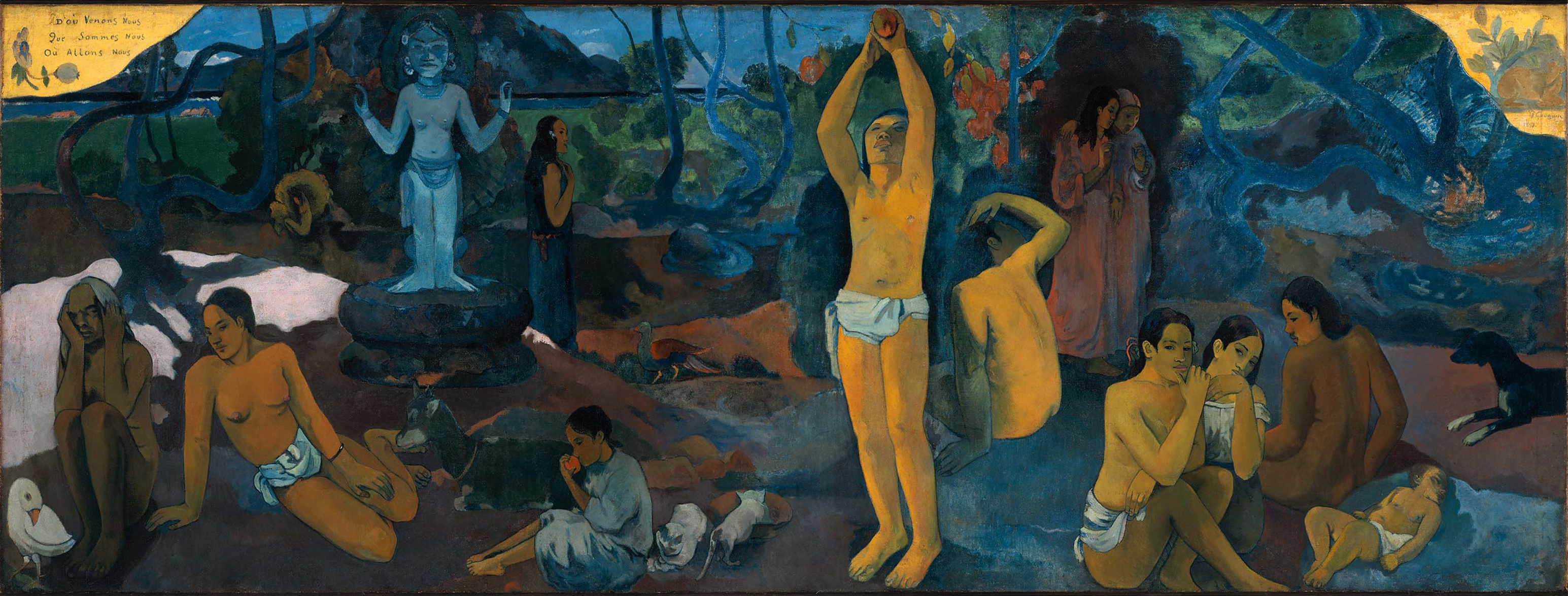
Откуда мы пришли? Кто мы? Куда мы идём?, Поль Гоген, 1897

### Античная коллекция

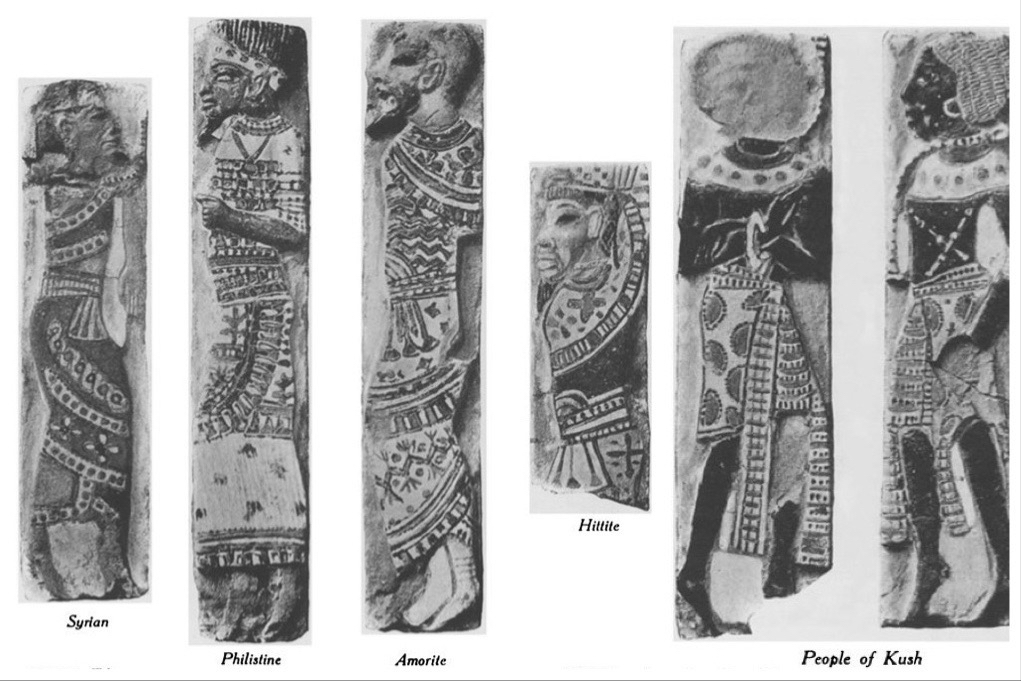
Фаянсовые изображения заключенных Рамсеса III, 1189 г. до н.э. – 1077 г. до н.э.
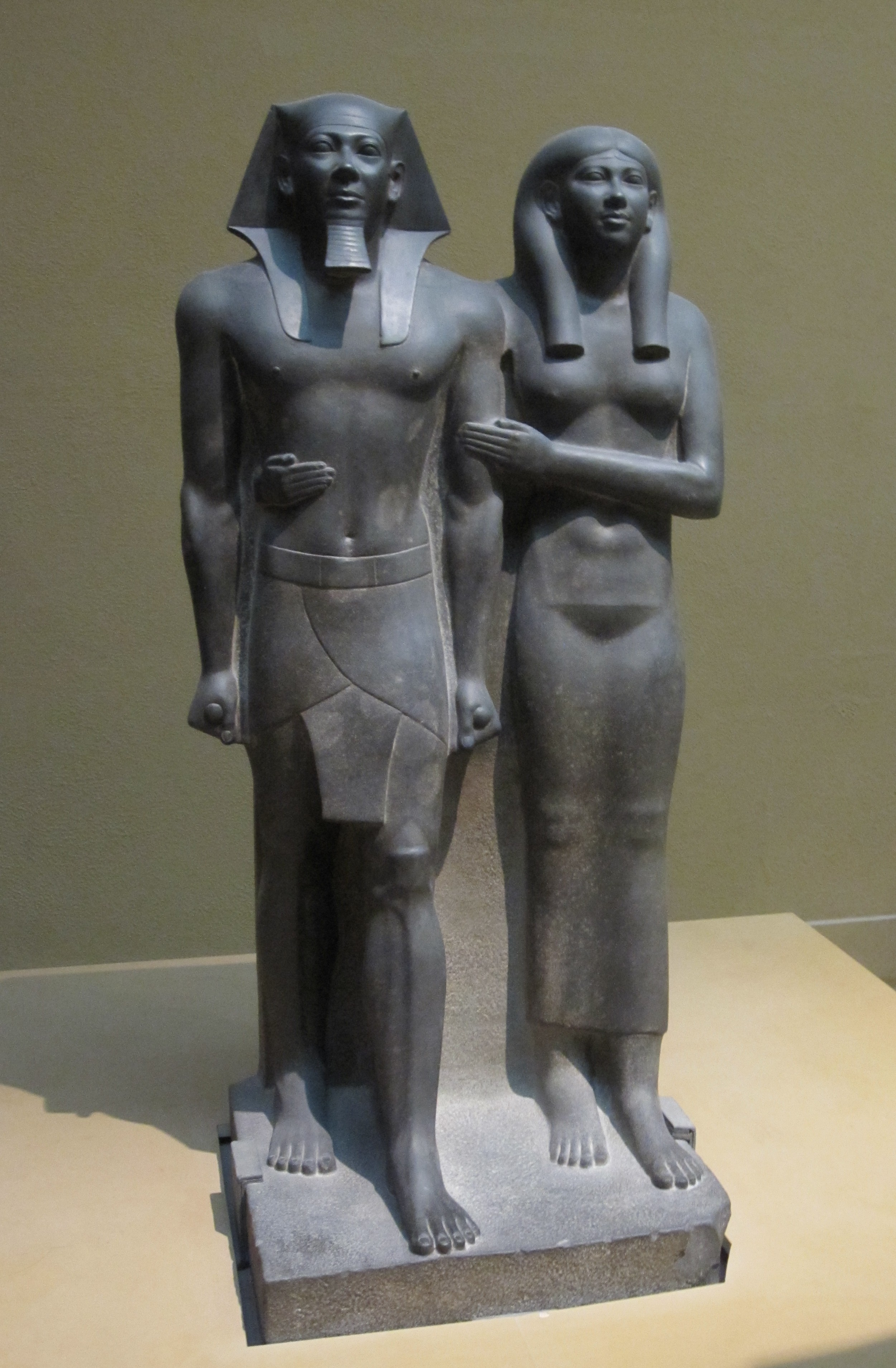
Король Менкаура (Микерин) и королева, 2490-2472 до н.э.
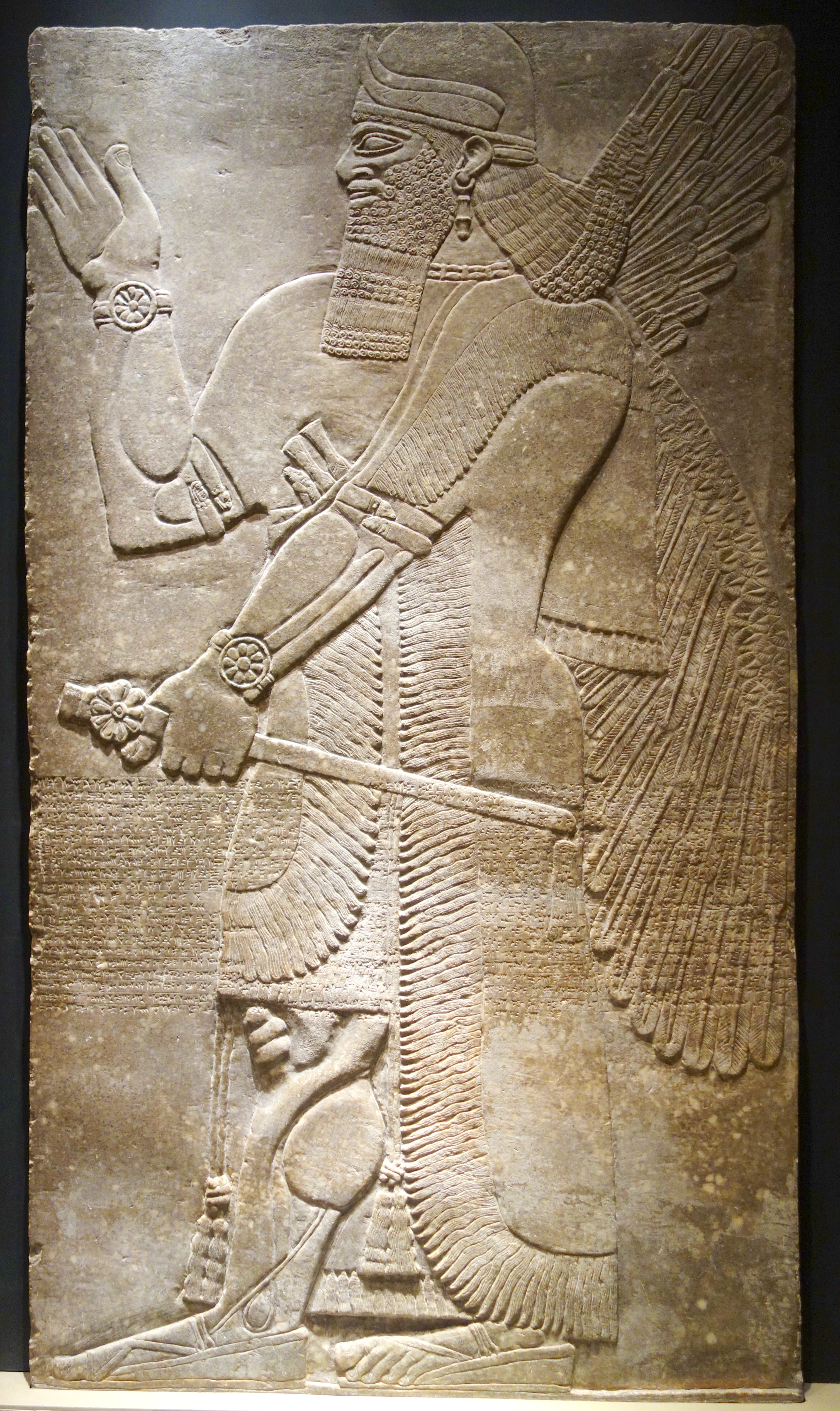
Крылатое защитное божество, 883-859 до н.э.
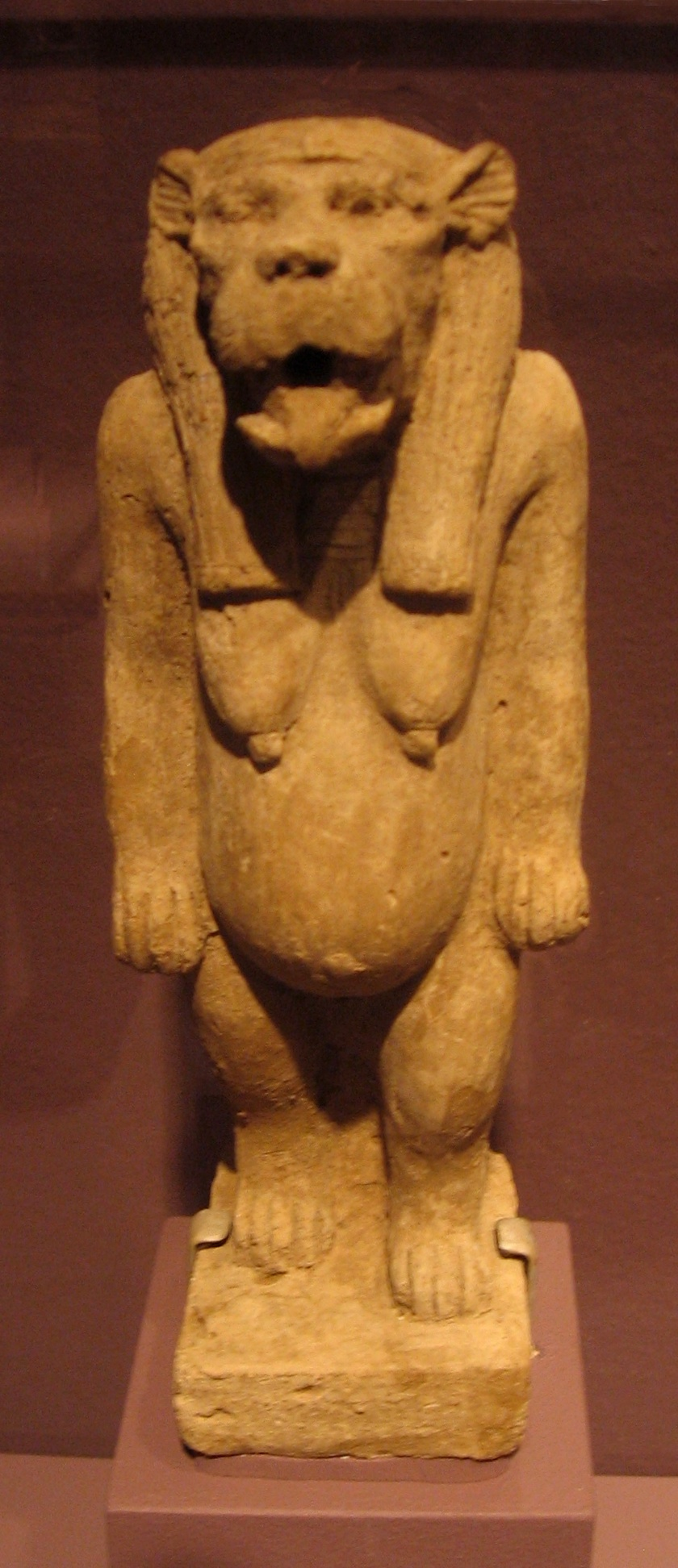
Богиня Таварет, 623-595 до н.э.
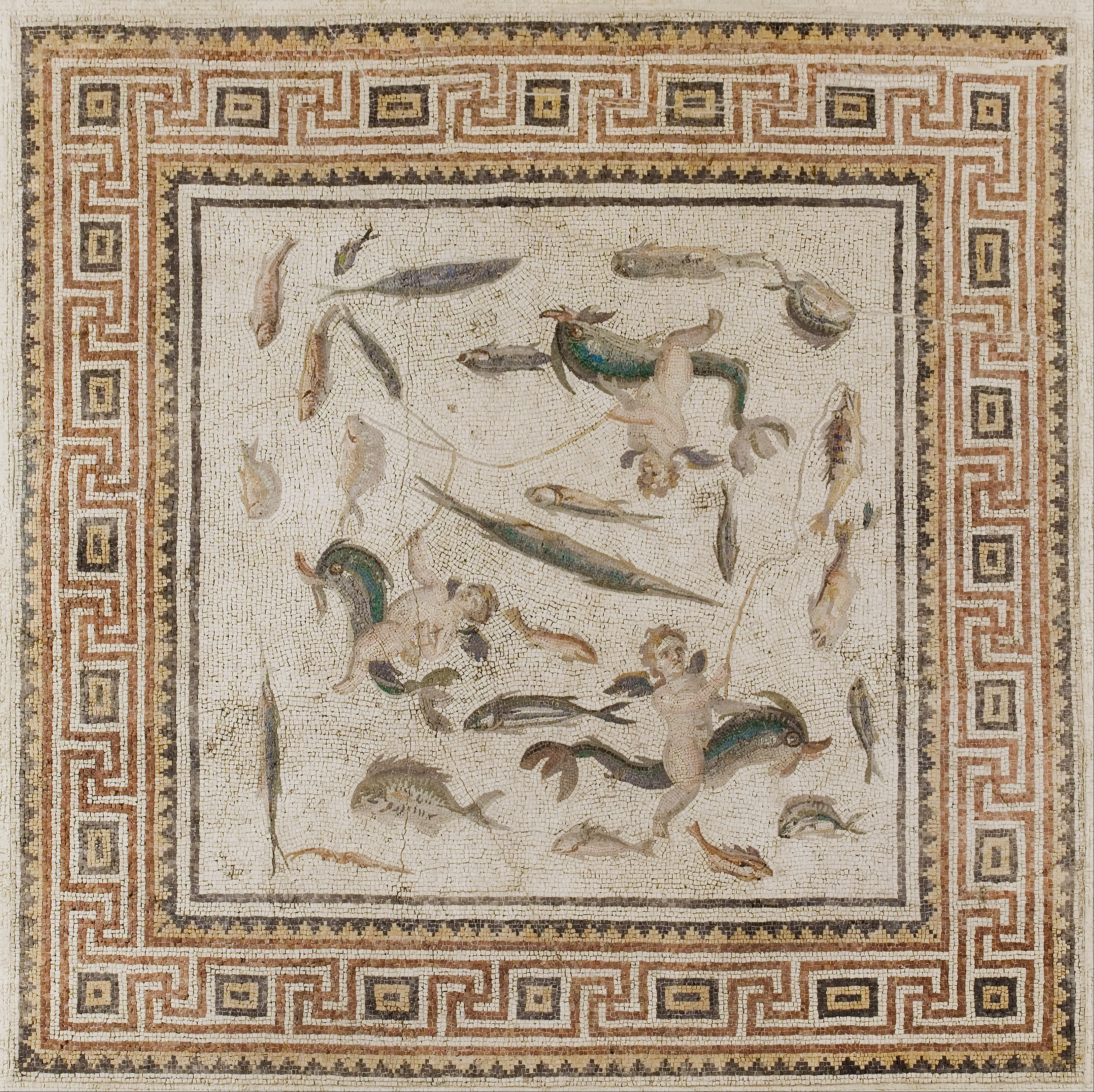
Морская мозаика, 200-230 н.э.